# Thé en France
Vous lisez un « bon article » labellisé en 2020.

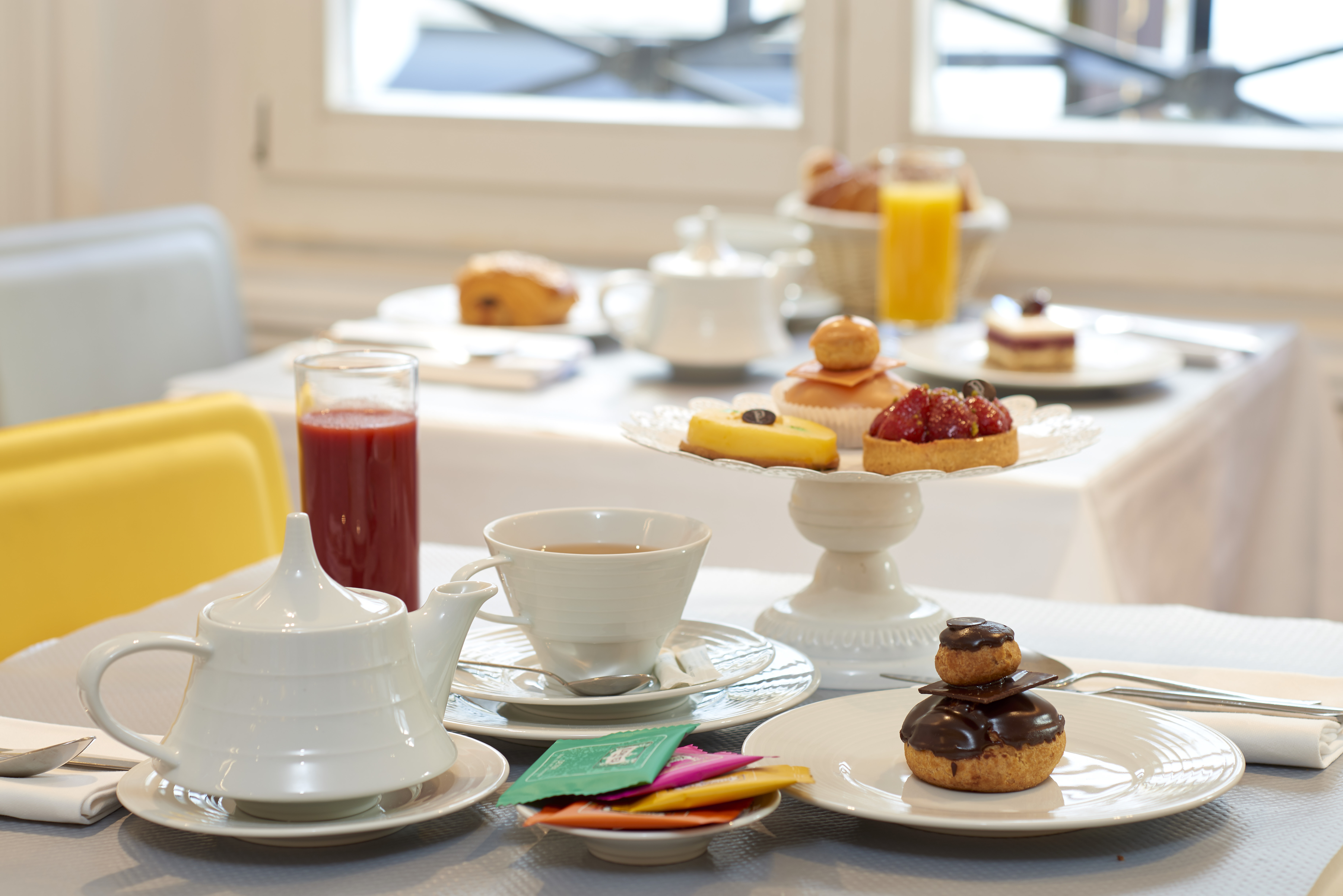
Salon de thé gastronomique, Paris.

La consommation de thé en France remonte au XVIIe siècle et s'y est depuis lentement développée. Le marché y est très fragmenté, avec des marques de thé haut de gamme qui construisent une image de « thé à la française » s'exportant facilement, et des classes populaires plutôt consommatrices de thé en sachet britannique.
Le thé arrive en France sous le règne de Louis XIII, au même moment que d'autres produits coloniaux de luxe, le chocolat et le café, et gagne en popularité à l’arrivée de Jules Mazarin à la cour, qui prête au thé des vertus médicinales. Le prix est cependant élevé et le thé est réservé aux aristocrates, qui ne se contentent pas de le boire : il sert aussi de plante à fumer, d'herbe à salade ou d'ingrédient pour onguent. L’usage de mettre du lait dans le thé se développe à la cour française, le liquide trop chaud pouvant abîmer les tasses en porcelaine. À la Révolution française, le thé est vu comme un produit de luxe et on décourage sa consommation. Sous le Second Empire, l'anglomanie donne un nouveau souffle à la consommation de thé et l’impératrice Eugénie ouvre un salon de thé privé inspiré des salons littéraires du siècle précédent. D’autres salons de thé français, ouverts au public, font leur apparition à la même époque, dont Ladurée. Le thé commence à être consommé dans toute la France, mais reste réservé aux notables. Au XIXe siècle, les classes populaires prennent l'habitude de faire bouillir l’eau pour se protéger des épidémies de choléra et s’habituent au thé, qui est cependant concurrencé par le café. La fin du XIXe siècle est marquée par le courant japoniste et la fascination des élites culturelles parisiennes pour l'Extrême-Orient, ce qui donne un nouvel élan au thé. Le thé noir domine la consommation française jusque dans les années 1970, puis les thés parfumés prennent le pas jusqu'au début du XXIe siècle, où la tendance est au retour au thé vert, vu comme naturel et sain.
La production de thé au XIXe siècle est coloniale, essentiellement en Indochine. Une tentative d'acclimatation en Guyane se solde par un échec. Des tentatives de produire du thé en France ont lieu au cours de ce siècle, mais les spécimens restent cantonnés aux jardins botaniques. Une tentative de production de thé à La Réunion est abandonnée en 1972 pour ne reprendre qu'au début du XXIe siècle, tandis que des expériences locales sont organisées en Bretagne et à Nantes. Si la production française reste anecdotique, les maisons de thé françaises jouissent d’une bonne réputation. Plusieurs grandes marques, telles que Kusmi Tea, Mariage Frères ou Dammann Frères, transforment le thé en France, avant de l'expédier vers l'Europe ou le Japon.

## Histoire

### Période aristocratique: duXVIIesiècleà la Révolution française

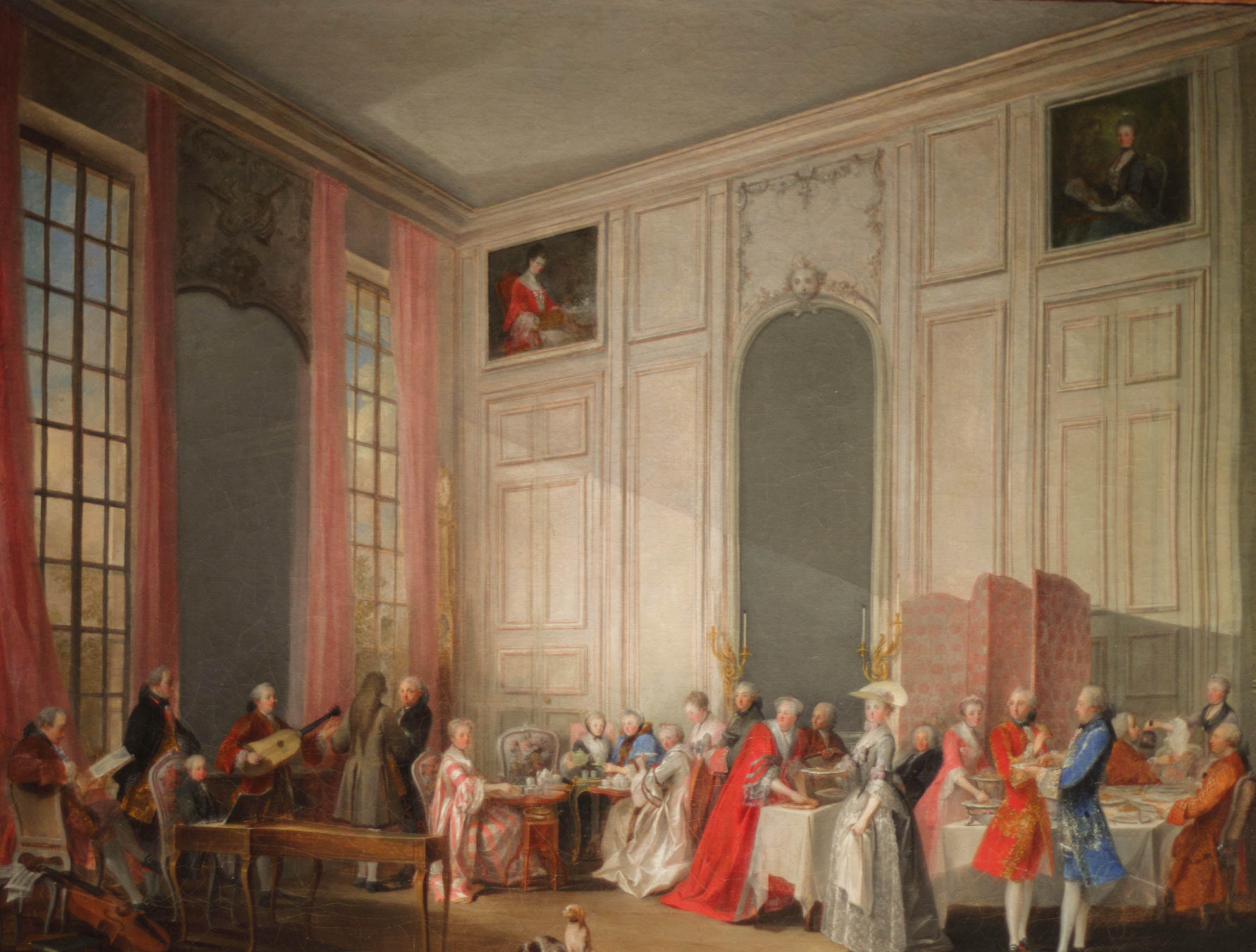
Le Thé à l'anglaise servi dans le salon des quatre-glaces au Palais du Temple à Paris, Michel-Barthélemy Ollivier, 1766, Château de Versailles. Le thé est initialement consommé en France par les milieux aristocratiques.

La France consomme du thé dès le règne de Louis XIII, à égalité avec les autres produits coloniaux de luxe que sont le chocolat et le café. Les sources divergent quant à son introduction précise : soit via les Néerlandais qui reçoivent leur première cargaison de thé à Amsterdam en 1610 et le redistribuent ensuite en Europe, soit directement par les jésuites et notamment Alexandre de Rhodes missionnaire mandaté en Chine de 1618 à 1653. L'arrivée de Jules Mazarin à la cour augmente la popularité du thé dans l’aristocratie : on pense en effet alors que le thé a guéri sa goutte, et les traités français de médecine du XVIIe siècle ne cessent de vanter les mérites du thé. Toutefois, en raison de son prix élevé, les médecins cherchent des alternatives parmi les plantes européennes, telles que la sauge ou la véronique officinale. Au XVIIe siècle, l'usage du thé en France n'est pas limité à la boisson. Il est aussi consommé comme plante à fumer, herbe à salade ou utilisé en onguent. 
C'est à la cour française que se met en place l'usage de mettre du lait dans le thé ; en effet verser préalablement quelques gouttes froides dans la tasse en porcelaine permet de protéger l'objet du choc thermique que provoque le versement du thé chaud. 

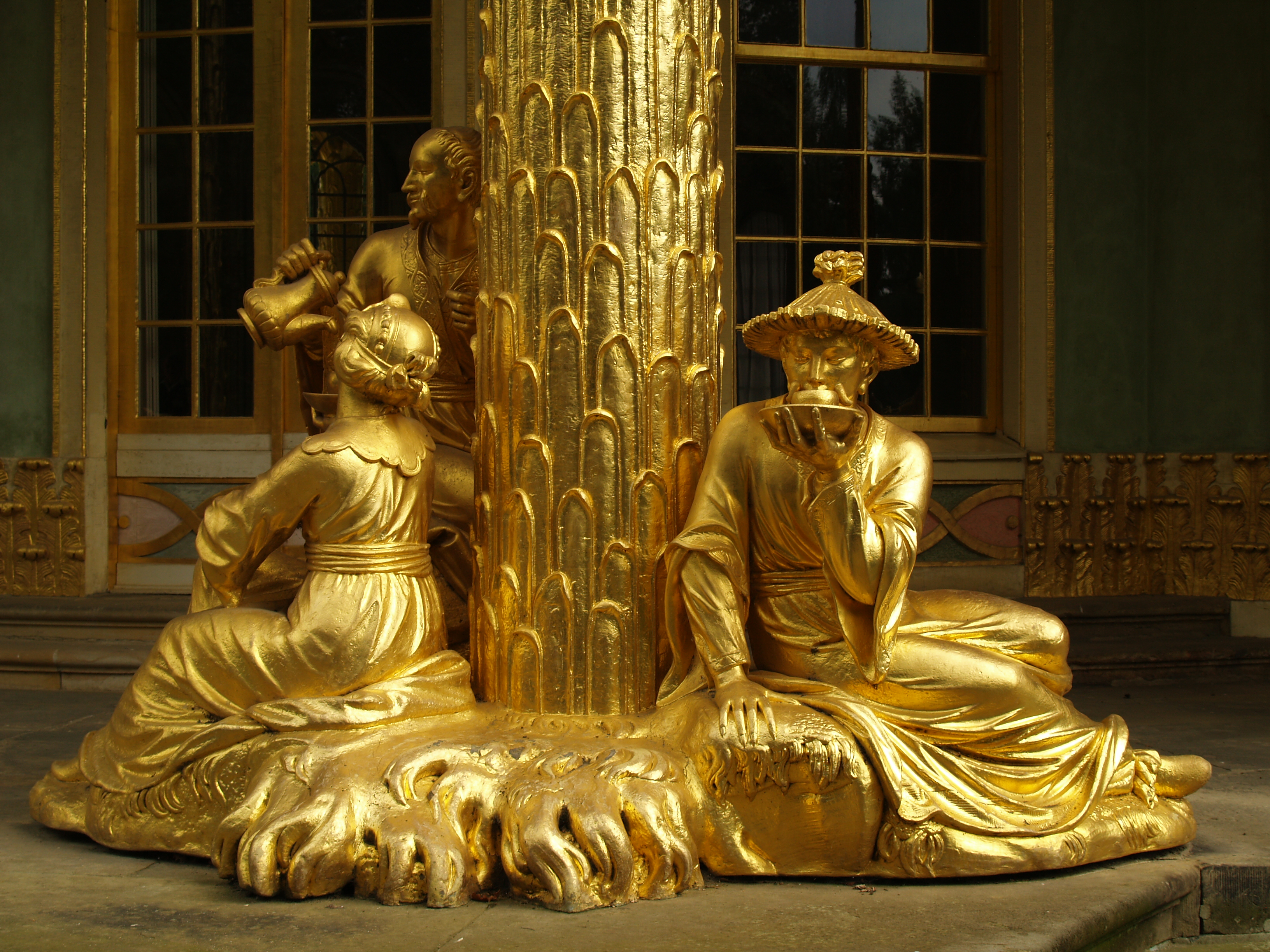
Sculpture dans la, copie de la Maison du trèfle telle qu'elle existait en 1738 au Château de Lunéville, à la cour de Stanislas Leszczynski, typique de l'orientalisme de l'époque.

Le thé est importé de Chine via la Hollande jusqu'en 1700, date qui marque le retour du bateau L'Amphitrite de Chine et ainsi le début des importations directes. Dans les Lettres édifiantes et curieuses, les jésuites rapportent qu'ils cherchent à développer directement le commerce du thé entre Chine et France, notamment via l'établissement de comptoirs à Canton, mais que cette opération périclite au cours du XVIIIe siècle en raison de l'hostilité des Chinois à leur égard. Entre-temps, l'importation française de thé chinois, via le port de Lorient, s'élève à 1 000 tonnes en 1766, et les quantités importées sont multipliées par 400 entre 1693 et 1785. Au cours de la Régence et du règne de Louis XV, les consommations de chocolat (prétendument aphrodisiaque) et de café (en raison des cafés littéraires) augmentent en France plus que celle du thé. La reine Marie Leszczynska reçoit à la naissance du dauphin un nécessaire en porcelaine du Japon et or de France comprenant de quoi préparer thé, chocolat et café, aujourd'hui conservé au Louvre,. Le thé est plus populaire à la cour du duché de Lorraine, où le médecin de Stanislas Leszczynski lui recommande le thé et où la mode est à l'exotisme turc et chinois,. Le confiseur de Stanislas, Joseph Gilliers, recommande alors de choisir des feuilles qui ont « un goût et une odeur de violette », de les faire bouillir 15 minutes dans de l'eau éventuellement enrichie de deux tranches de citron et de consommer le mélange avec un pain de sucre. 
À la Révolution française, le thé, synonyme du luxe et du fossé séparant les hautes classes de la société du reste du peuple, est décrié et sa consommation découragée.

### Redécouverte: anglomanie, japonisme, consommation coloniale et populaire

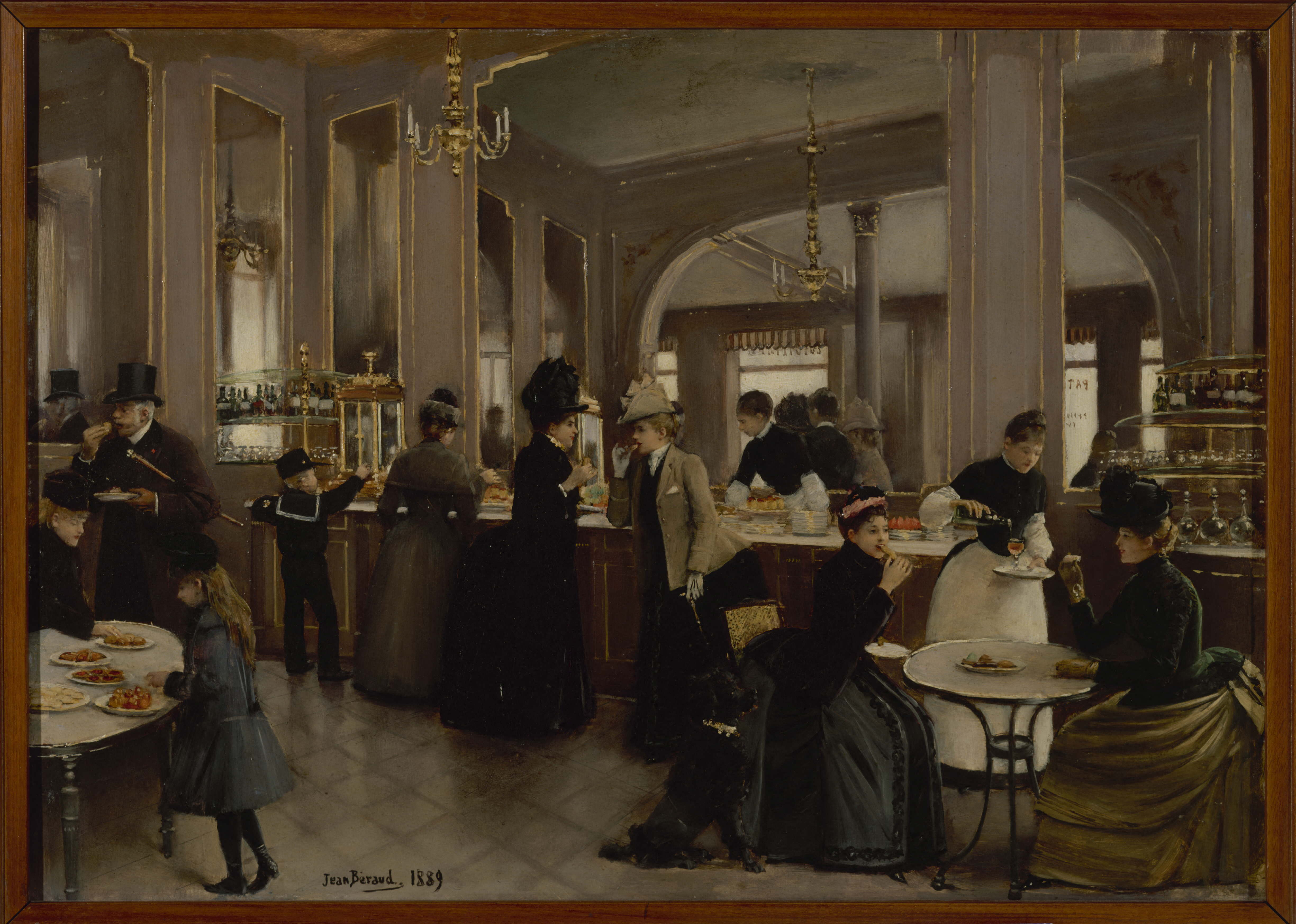
La Pâtisserie Gloppe aux Champs-Élysées, Jean Béraud, 1889, musée Carnavalet. Le salon de thé est une invention française du XVIIe siècle.

Au XIXe siècle et plus particulièrement sous le Second Empire, l'anglomanie donne un nouveau souffle à la consommation de thé. Le salon de thé privé de l'impératrice Eugénie de Montijo est l'occasion de réunir les intellectuels de l'époque (Gustave Flaubert, Alexandre Dumas, Théophile Gautier, Auguste Delacroix, Gustave Doré, Louis Pasteur…), à la manière des salons littéraires du siècle précédent ; il sert ainsi à ancrer une filiation entre le Second Empire et la monarchie française, cette filiation étant réaffirmée dans la reprise de l'esthétique de Marie-Antoinette d'Autriche et enrichie d'une célébration assumée des richesses coloniales.
Les autres salons de thé à la française, ouverts au public, font leur apparition à Paris. Ils incluent Ladurée, où un public majoritairement féminin se fait servir des thés, d'autres boissons non-alcoolisées et des pâtisseries. Ces salons de thé permettent aux femmes de bonne famille de sortir de chez elles sans avoir à fréquenter les établissements peu recommandables pour leur statut social que sont alors les cafés et les bistrots. Ce service s'étend ensuite aux grands palaces parisiens mais reste cantonné aux notables de provinces et aux arrondissements bourgeois de la capitale : 7e, 8e et 16e. Le thé est alors aussi consommé à Biarritz et sur la Riviera méditerranéenne par les plus riches et réservé à un usage médical dans les autres couches de la société,. La propagation de l’usage du thé aux classes moins aisées se fait très lentement, elle est en partie portée par la nécessité de faire bouillir l'eau avant de la consommer afin de se protéger du choléra qui sévit tout au long du XIXe siècle par vagues épidémiques, mais est ralentie par la concurrence du café, abondamment produit par les colonies françaises.
La France veut développer la production de thé dans ses colonies, en particulier en Indochine afin de répondre aux besoins de trois catégories de consommateurs : ceux d'Indochine, qui importent leur thé de Chine ; ceux d'Afrique du Nord, qui importent du thé vert anglais ; et enfin, ceux de la métropole, qui importent du thé noir britannique. Pour les Français, la production locale est de très mauvaise qualité, et il leur apparaît nécessaire de fonder de nouvelles plantations tenues par des colons.
Une tentative de cultiver du thé en Guyane, colonie peu développée où les colons voient leurs opportunités d'enrichissement décroître avec l'interdiction de la traite des Noirs en 1815, échoue lamentablement : une trentaine de Chinois et de Malais, issus de la communauté de Manille, sont engagés et installés en 1820 dans une habitation des marais de Kaw. Mais le projet n'a manifestement pas été correctement planifié, la question de savoir si le lieu était propre à la culture du thé n'ayant pas été posée, tandis que les ouvriers sont installés dans de mauvaises conditions, subissent des mauvais traitements. La majorité meurt de maladie dans ce lieu insalubre, quatre survivants étant ramenés en Asie en 1835.
Au XIXe siècle, les importations de thé fluctuent fortement en France : 150 tonnes en 1829, 46 tonnes en 1830, 87 tonnes en 1831, 231 tonnes en 1842. Le mode de préparation du thé évolue : il s'agit d'abord de chauffer la vaisselle, théière et tasse, avec de l'eau bouillante, puis de verser dans la théière 4 grammes de thé par convive, qu'on recouvre entièrement d'eau bouillante à laisser infuser 6 à 8 minutes ; de l'eau est ensuite ajoutée afin d'en avoir assez pour tous les convives, et on verse dans chaque tasse du sucre, le thé, et deux cuillères de crème. Les théières métalliques, en particulier en argent, sont alors réputées meilleures que celles en porcelaine en raison de leur conductivité thermique et il est recommandé de conserver son thé dans des boîtes de fer-blanc ou de plomb. Des tentatives de produire du thé en France ont lieu au cours du XIXe siècle, mais les spécimens restent cantonnés aux jardins botaniques, en partie celui du muséum national d'histoire naturelle et de l'orangerie du Luxembourg.
La fin du XIXe siècle est marquée par le courant japoniste et la fascination des élites culturelles parisiennes pour l'Extrême-Orient, ce qu'incarne la fréquentation de la Porte chinoise, boutique de thés et de meubles fréquentée par Zola, Baudelaire, Champfleury, Cernushi, Manet, Degas, Monet ou Fantin-Latour.

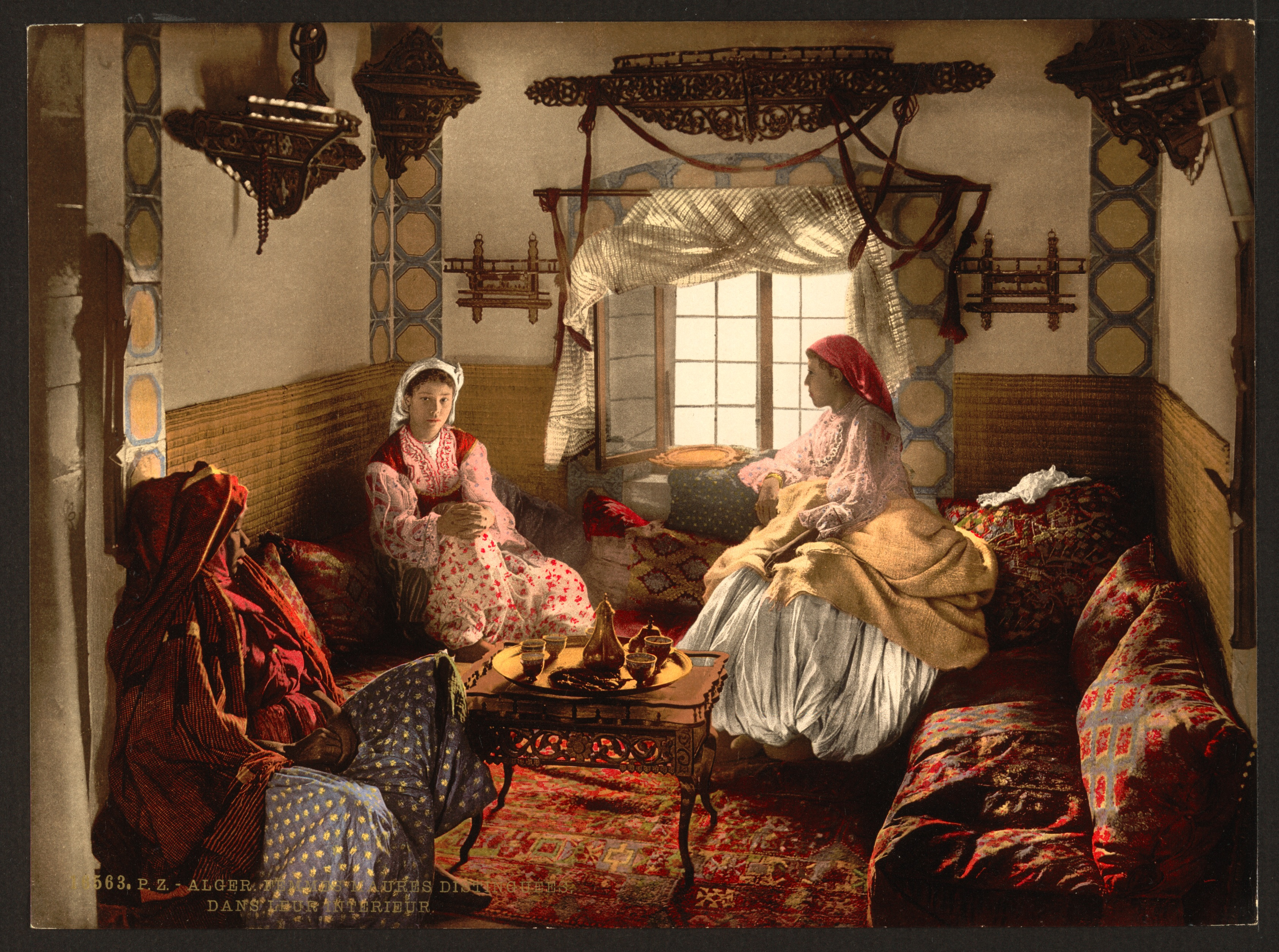
Algéroises distinguées dans leur intérieur, gravure de 1899, Bibliothèque du Congrès.

L'Exposition universelle de 1900 est l'occasion pour la France de découvrir le thé de Ceylan, qui prend alors une image d'exotisme et de qualité. Au début du XXe siècle, le thé est avant tout prétexte à réunion sociale et mondaine, et les goûters dansants, où est servi du thé, se multiplient. 
En 1925, dans l'empire colonial français, la consommation de thé se fait pour les quatre cinquièmes en Afrique du Nord, sous forme de thé vert ; ces 5 000 tonnes proviennent essentiellement de l'importation, l'Indochine française ne produisant qu'à peine 500 tonnes de thé. À la fin des années 1930, les chiffres sont relativement similaires, la production de l'Indochine étant d'environ 550 tonnes, la France important 1 350 tonnes, la Tunisie 2 093 tonnes, et l'Algérie 1 569 tonnes. Le thé qui ne vient pas d'Indochine est importé de Chine et d'Inde. La consommation évolue peu jusqu'au milieu des années 1950 (1 614 tonnes en France, 2 482 en Tunisie) sauf en Algérie où elle fait plus que doubler, passant à 3 846 tonnes en 1956.
Lors de l'occupation de la France par l'Allemagne durant la Seconde Guerre mondiale, la population est frappée de nombreuses pénuries, notamment de thé. Le régime de Vichy affirme que ces pénuries proviennent du blocus, mais le fait que les produits de l'agriculture métropolitaine, comme les porcs, sont aussi en pénurie laissent penser à la population française que c'est l'occupant allemand qui s'approprie les ressources. La pénurie en thé s'estompe avec les accords Churchill-Weygand où il est décidé que l'Angleterre réapprovisionnera l'Afrique du Nord en thé. Une tentative de production de thé à La Réunion est abandonnée en 1972 pour ne reprendre qu'au début du XXIe siècle.

### Troisième souffle: le « thé à la française », l'approche gastronomique, la diversification
Le thé noir domine la consommation française jusque dans les années 1970, puis les thés parfumés deviennent les plus porteurs jusqu'au début du XXIe siècle, où la tendance est au retour au thé vert, vu comme naturel et sain.
Les années 1980 marquent un tournant du thé français, avec en parallèle la mise en place par Mariage Frères d'une stratégie commerciale basée sur l'image du luxe à la française et la fondation de la maison Palais des thés plutôt axée sur le voyage et la découverte culturelle. Ces initiatives sont renforcées par un important investissement publicitaire des grandes marques de thé dans les années 1990.
La consommation de thé augmente fortement au tournant du XXIe siècle, doublant de 1995 à 2005 et triplant de 1995 à 2015,. Elle se déplace de plus en plus vers les grandes maisons de thés, par opposition aux marques de distributeurs qui affichent une croissance de 10 % par an et restent majoritaires. Cette croissance s'accompagne d'une démocratisation de la fréquentation des salons de thé.

## Consommation

### Demande

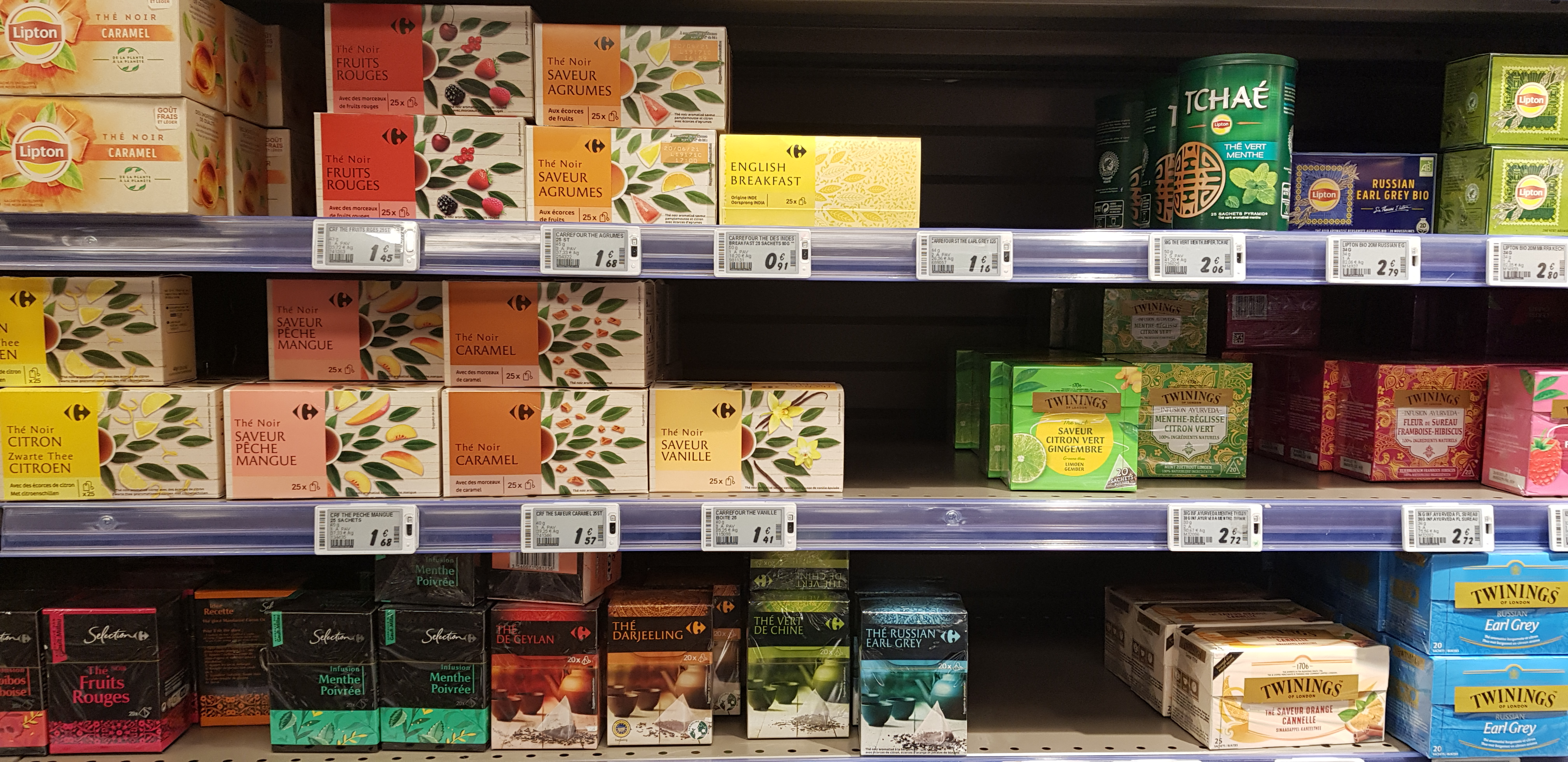
Partie du rayon thé d'un hypermarché Carrefour de Paris, 2019.

En 2022, la consommation moyenne de thé en France est de 250g par personne et par an contre trois kilos en Irlande ou en Angleterre. En 2015, la France est le 30e pays du monde au regard de la consommation, avec une moyenne de 230 grammes par personne et par an. En 2005, le marché représente 500 millions d'euros avec une clientèle aisée et pouvant accepter de payer plus cher pour un produit de qualité. Cette faiblesse par rapport à d'autres pays européens, tel que l'Allemagne, s'explique : à peine deux Français sur trois, en 2005, consomment du thé (ils n'étaient qu'un sur deux à la fin des années 1990),. Le marché, bien que très fragmenté, est fortement dominé par des marques vendues en grande surface : Lipton représente ainsi la moitié des ventes en volume, suivie par Twinings. Les maisons de thé, toutes confondues, ne représentent que 20 % du marché. Le thé biologique progresse et atteint 7 % des ventes de thé vert en 2017.
Malgré un intérêt général du pays pour le commerce équitable, celui-ci se traduit peu sur le marché du thé. Quand Unilever a voulu communiquer sur la certification Rainforest Alliance de son thé, il s'est rendu compte que les boîtes de thé portant cette certification clairement visible se vendaient moins que les boîtes classiques. Toutefois, sur le marché des thés glacés, la marque May Tea choisit de renforcer la mise en valeur de cette certification. François-Xavier Delmas, fondateur du Palais des thés, confirme ce désintérêt en ne commercialisant pas de thé certifié commerce équitable et en se montrant d'ailleurs critique, expliquant que la certification peut être une manière pour les producteurs de thé d'augmenter leurs prix sans que la qualité gustative de leurs produits ne suive.

### Modes de consommation

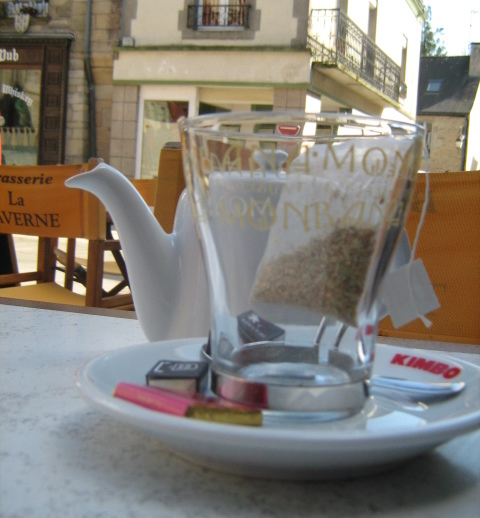
Thé servi en terrasse, Bretagne.

Les Français boivent généralement du thé chaud au petit déjeuner ou dans l'après-midi. À la période de la Restauration, les Français de la haute société déjeunaient vers 11 h et dînaient à 18 h, et le thé était alors pris vers 23 h avec des pâtisseries légères, généralement après le théâtre. Avec le décalage du dîner plus tard dans la soirée, le thé est alors consommé vers 17 h, à la mode anglaise, avec des collations plus consistantes. 
La plupart des gens ajoutent du sucre dans leur thé (65 %), du citron (30 %), du lait (25 %) ou rien (32 %). La moitié du thé consommé en France en 2011 est du thé noir. Un profil d'évolution classique de consommateur français de thé est de commencer par les thés aromatisés pour ensuite passer aux thés natures. 
Dans la gastronomie française, le thé est de plus en plus un moyen de proposer, au déjeuner, une alternative au vin qui soit à la fois sans alcool et raffinée. Dans les bars et restaurants, Lipton est la marque quasi-systématiquement servie en raison de son prix très abordable et de la faible demande des clients ; seuls les bars et cafés cherchant spécifiquement à servir du bon thé proposent des alternatives : Palais des thés, Kusmi Tea ou Mariage Frères. En plus du prix et de la qualité du thé, les restaurateurs privilégient les fournisseurs qui proposent des thés en sachet, pour éviter les vols d'infuseurs, et ceux qui peuvent fournir de la vaisselle, comme des théières. 
Contrairement aux consommateurs russes ou chinois, les consommateurs français ne pratiquent en général pas les infusions multiples d'une même feuille de thé, sans doute en raison d'un attachement culturel à la constante du goût et aussi afin que l'harmonie avec les aliments ne change pas. 
Depuis les années 1980, les Français consomment du thé de Noël, parfumé généralement aux épices, fruits secs et fruits confits, dont il existe de nombreuses variantes suivant les marques. Ces thés sont notamment vendus chauds et préparés lors des marchés de Noël, en alternative au vin chaud,,. 

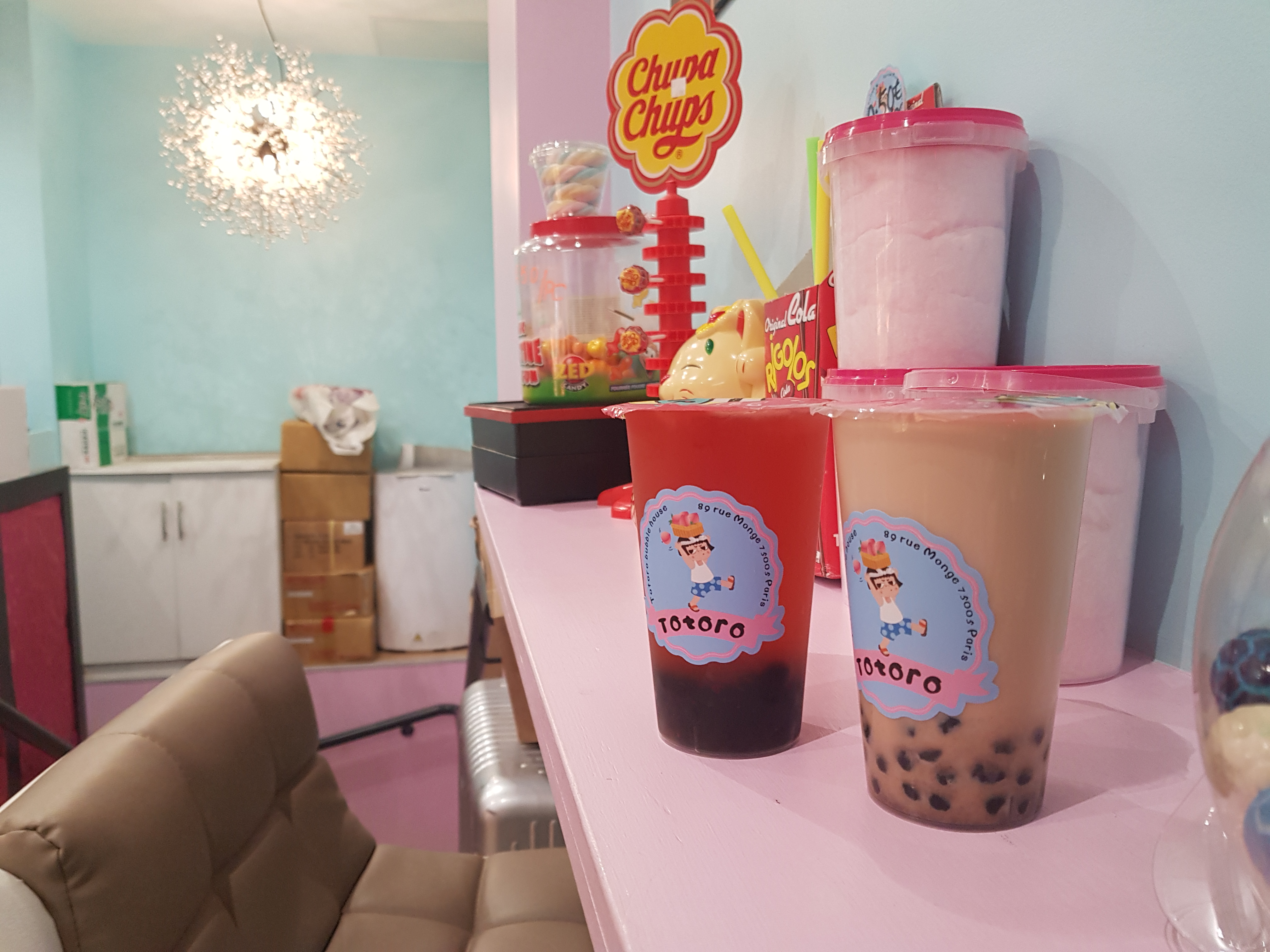
Thé aux perles, l'un aux fruits, l'autre au lait, dans une boutique de Paris, 2019.

La consommation de thé glacé augmente fortement en France à la fin des années 2010 en raison d'un détournement de la clientèle à l'égard des sodas, perçus comme trop sucrés. Ces thés glacés sont soit préparés à partir de thé en vrac et conçus pour être bus chauds, soit à partir de mélanges en vrac conçus spécialement pour être bus glacés, soit achetés tout faits en bouteilles ; ces derniers ont généralement une faible teneur en sucre afin d'échapper à la taxe sur les boissons sucrées,. Pour les boissons déjà préparées, Lipton domine largement le marché en 2019 avec près de la moitié des ventes pour le Ice Tea, suivi par les marques de distributeur (23 %), May Tea (groupe Suntory, 12 %) et Fuze Tea (groupe Coca Cola, 7 %). En 2016, le taux de pénétration du marché des bouteilles de thé glacé atteint 42 % en France, en augmentation de 4,6 points par rapport à l'année précédente. Depuis la fin des années 2010, soit plus récemment que d'autres pays occidentaux (années 1990-2000) et asiatiques (années 1970-1980), la France consomme du thé aux perles : cette arrivée tardive vient du fait que le thé aux perles est une préparation pour la cuisine de rue, consommée rapidement, en marchant, tandis que les consommateurs français restent en moyenne plus attachés aux repas longs, pris assis, que le reste du monde occidental.

### Thé et cuisine
La première utilisation attestée de thé en cuisine est une recette de La Chapelle publiée en 1742 dans Le Cuisinier moderne, une crème au thé ; cette recette restera la seule utilisation du thé en cuisine française jusqu'au XIXe siècle, avant le développement, comme d'autres pays, des recettes sucrées à base de thé : financier, cakes, crème brûlée ou madeleines,,. De plus, se développe en France une haute cuisine salée incorporant le thé, ainsi que toute une culture des meilleurs accords entre thés et mets, et notamment thés et fromages,,. Mariage Frères propose ainsi de nombreux mets à base de thé dans ses salons, qu'ils soient salés ou sucrés : marinades, vinaigrettes, sauces accompagnent ainsi poissons et viandes.

## Commerce

### Marques

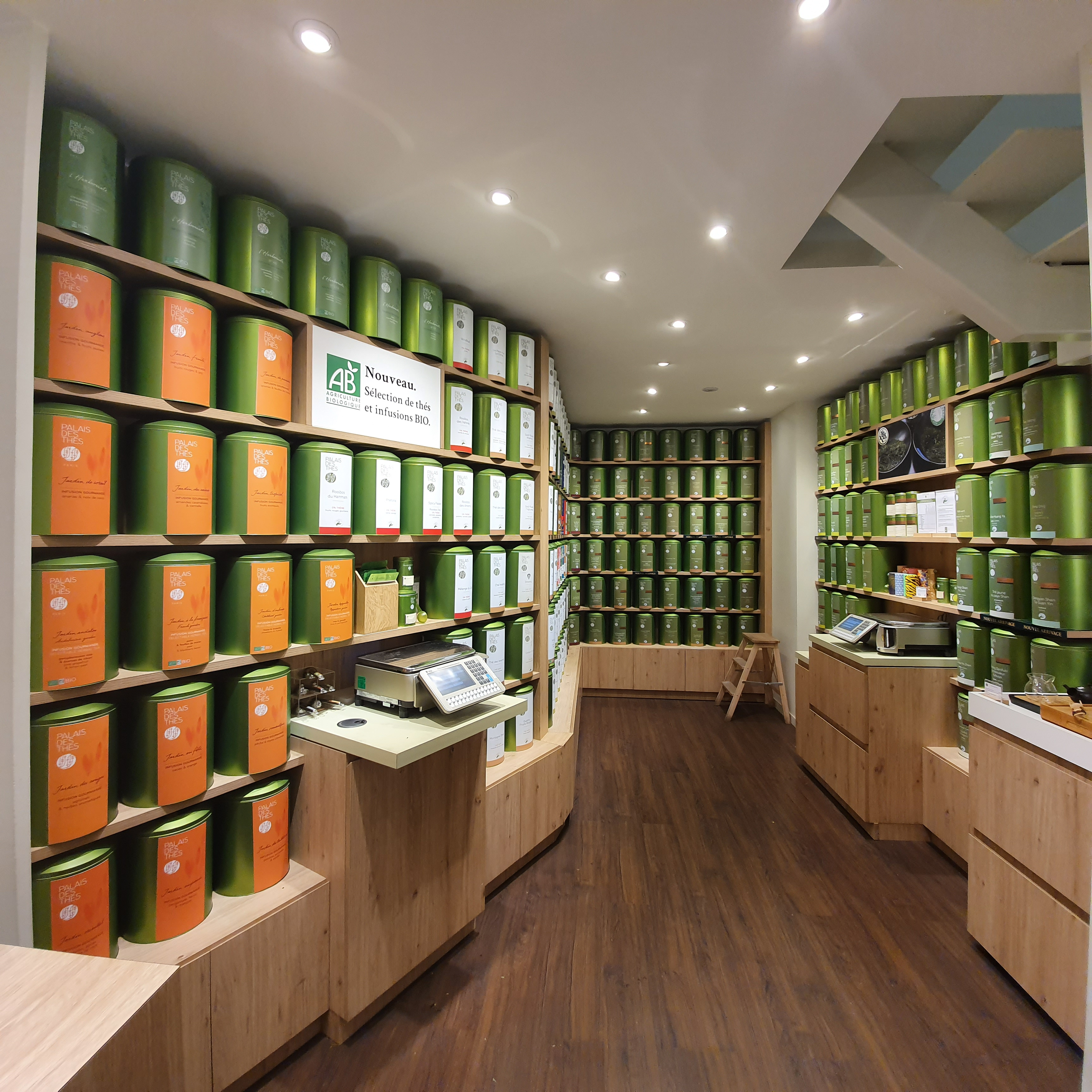
Boutique du Palais des thés.

Les principales marques françaises de thé se répartissent en trois catégories. Les importatrices de produits coloniaux historiquement françaises, fondées au cours du XIXe siècle et important généralement d'autres produits que le thé comme la Compagnie coloniale, Mariage Frères, Olivier-Langlois, Thé Éléphant. Les importatrices fondées par des étrangers (britanniques avec George Cannon, néerlando-britanniques avec Betjeman & Barton (en), néerlandais avec Dammann Frères, russes avec Kusmi Tea) installées ensuite en France, et datant de la même époque. Enfin les nouveaux acteurs, apparus à la fin du XXe siècle apportant une vision propre comme le Palais des thés, avec une « approche globe-trotteur », la coopérative SCOP-TI issue de la reprise de l'usine fabricant le thé Éléphant, ou Les Jardins de Gaïa, spécialisé en thé bio. De nombreuses autres entreprises existent, mais la plupart sont principalement disponibles à Paris.

### Importations
Si certaines maisons de thé, telles que le Palais des thés ou les Jardins de Gaïa, pratiquent l'importation directement depuis les pays producteurs, la majorité du thé importé en France provient d'Allemagne, les feuilles transitant par Hambourg où des sociétés les aromatisent pour les revendre,. En 2010, la France importe plus de 19 000 tonnes de thé. Ces importations sont facilitées par les règles de commerce de l'Union européenne, qui n'imposent aucune taxe douanière sur le thé. En 2016, la France est le 10e plus gros importateur mondial de thé, avec 2,6 % des tonnages échangés pour une valeur de 161 millions de dollars américains.

### Exportation
Plusieurs grandes marques, telles que Kusmi Tea, Mariage Frères ou Dammann Frères, transforment le thé en France, avant de l'expédier vers l'Europe ou le Japon ; ces exportations représentent entre 30 et 40 % de leur chiffre d'affaires.

## Production

### Plantations
Le jésuite Jean-Baptiste Labat tente au XVIIe siècle d'introduire le thé en Martinique à partir de graines venues de Chine ; il se rend compte, lorsque les arbres poussent, qu'il ne s'agit en fait pas de camellia sinensis mais de camellia sasanqua. 
Plusieurs autres tentatives de produire du thé ont lieu à La Réunion, plus précisément à Grand Coude, sur un plateau volcanique à 1 100 m d'altitude ; la production couvre près de 350 hectares dans les années 1960, pour être ensuite abandonnées en 1972,. La plantation est reprise au début du XXIe siècle : les anciens théiers, devenus hauts de plusieurs mètres, et donc impropres à la cueillette, sont transformés en attraction touristique. D’autres jardins sont ouverts, en plantation mixte d’une part avec du tabac pour protéger les théiers du soleil et lutter contre les insectes et d’autre part des citrouilles pour couvrir la terre,. Leur production, de thé vert, thé blanc, thé aromatisé (cannelle, citronnelle et géranium cultivé sur place) et produits dérivés du thé, atteint 53 tonnes pour 587 hectares cultivés en 2017,. 
À Nantes existe depuis 2002 une petite production de thé ; un club d'amateurs cultive une centaine de théiers reçus en cadeau de Suncheon, ville jumelée avec Nantes. Il a produit 900 g de feuilles fraîches en 2011, converties ensuite en 300 g de thé vert. La récolte du thé est l'occasion d'un festival ouvert au public. Plusieurs tentatives de production de thé ont aussi lieu en Bretagne, région suffisamment humide, ensoleillée et protégée du gel pour envisager de cultiver des théiers,. La première commercialisation est prévue en 2020. À Alès, dans le Gard, le parc floral de la Prairie a une production de 2 000 théiers plantés en 2006. D'autres jardins existent aussi dans les Pyrénées.

### Transformation du thé

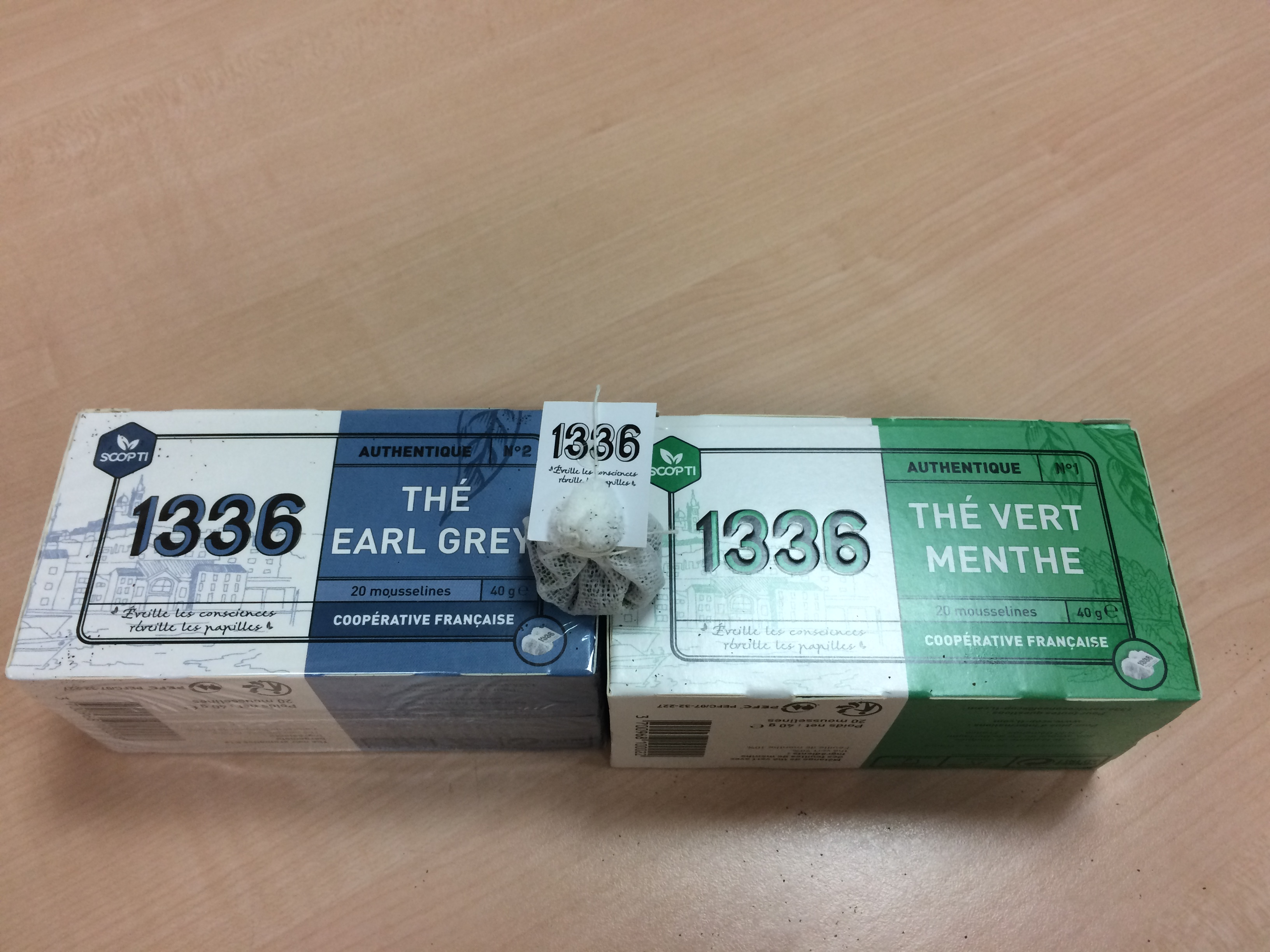
Boîtes de thé 1336.

Les opérations effectués en France comportent : la fabrication des emballages de thé en vrac (boîtes en métal ou sachets), le mélange de thés de plusieurs origines et l'aromatisation des feuilles,. Si celle-ci est généralement faite par pulvérisation d'huile essentielle, celle de la Compagnie coloniale est réalisée à la vapeur. Les maisons de thé françaises sont particulièrement inventives dans les arômes et parfums, et leurs créations sont souvent ensuite reprises par les marques britanniques.
En 2010, Unilever décide de délocaliser son usine de thé en sachet de la marque Éléphant de Gémenos vers la Pologne. Le transfert de production a bien lieu mais le conflit social emblématique s’éternise et les salariés réussissent à reprendre l'usine et fondent la société coopérative Scop-TI et la marque 1336, nommée ainsi en référence aux 1 336 jours de conflit social, marque de diffusion de leur production. Au total, le thé emploie peu de personnes en France : Pagès, le leader des marques de distributeur pour le thé, emploie une centaine de personnes et Kusmi Tea environ 500 personnes, réparties entre les boutiques et l'usine de production située au Havre,. Contrairement à Unilever, Kusmi Tea choisit de relocaliser sa production en France (thé et boîte) après l'avoir fait au Maroc : le président explique ce revirement par l'augmentation du coût de la main-d’œuvre mondiale qui rattrape celui de la France, l'augmentation du coût du pétrole, une meilleure souplesse logistique induite par la présence des usines de production directement sur le territoire de vente, et enfin les investissements en automatisation rendus possibles par le CICE.

### Ustensiles
Au XVIIIe siècle l’augmentation de la consommation de thé par les milieux aristocratiques conduit les manufactures de Vincennes puis de Sèvres à produire des porcelaines de grande qualité destinées à cet usage, après une première période durant laquelle des productions chinoises sont utilisées. Cette vaisselle n'est pas spécifique au thé, puisqu'elle sert également aux autres boissons exotiques qui gagnent en popularité à cette période, le café et le chocolat, y compris les théières qui peuvent être utilisées pour la préparation et le service du café. Cette production se poursuit aux XVIIIe et XXe siècles. Mais l’invention de la faïence fine en Angleterre au milieu du XVIIe siècle et l'anglomanie font que le marché français est alors dominé par les produits d'importation britannique. Au XIXe siècle, le blocus continental et les innovations technologiques permettant de produire des faïences de style rococo à partir de Terre de Lorraine relancent la production française, permettant l'installation de nouvelles manufactures à Apt, Bordeaux, Calais, Chantilly, Choisy-le-Roi, Creil, Douai, Forges-les-Eaux, Gien, Le Havre, Longwy, Orléans, Sarreguemines et Val-sous-Meudon.

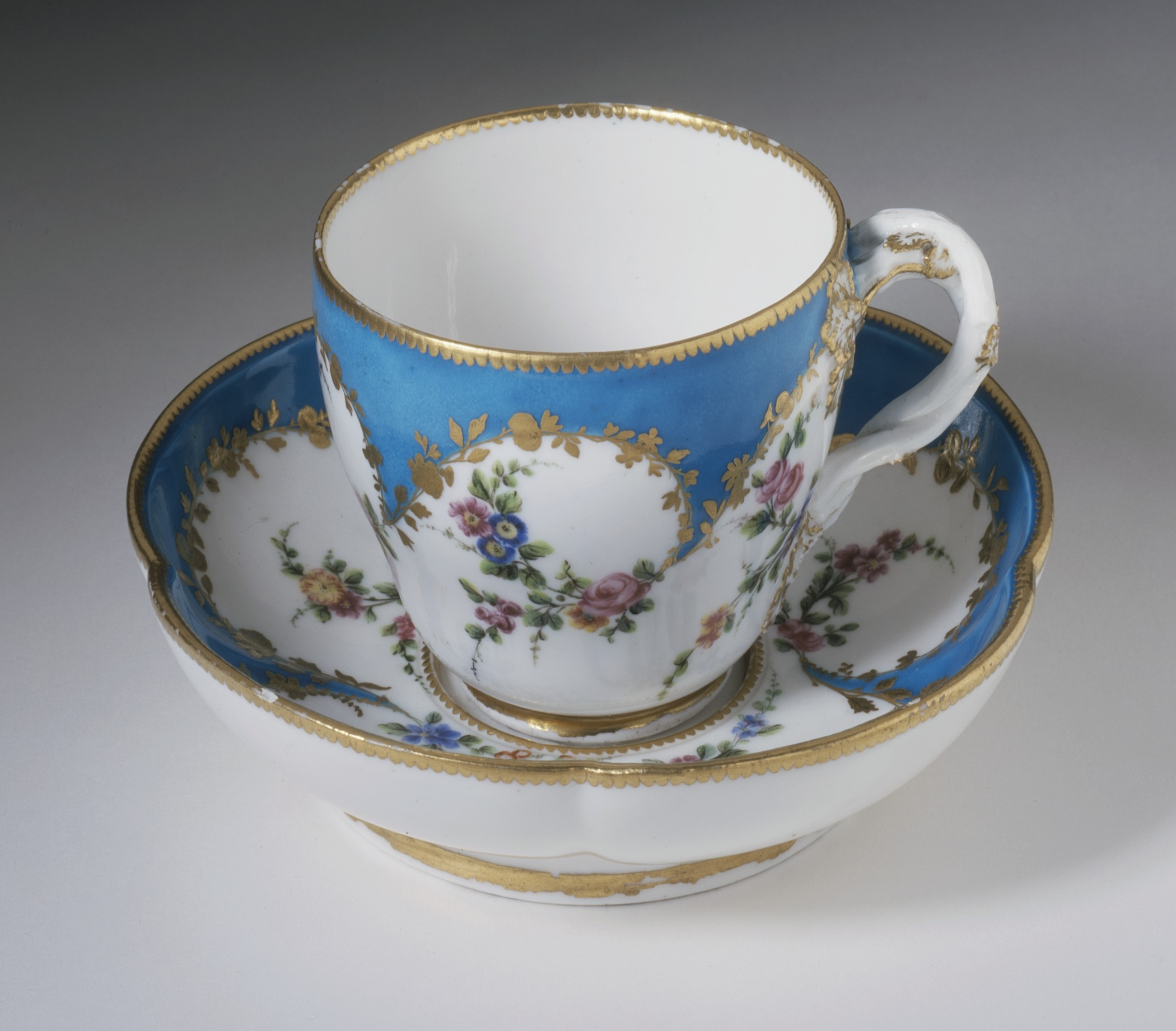
Tasse et soucoupe en porcelaine tendre. Avec marque de François Binet, peintre des fleurs, manufacture de Vincennes, vers 1753.
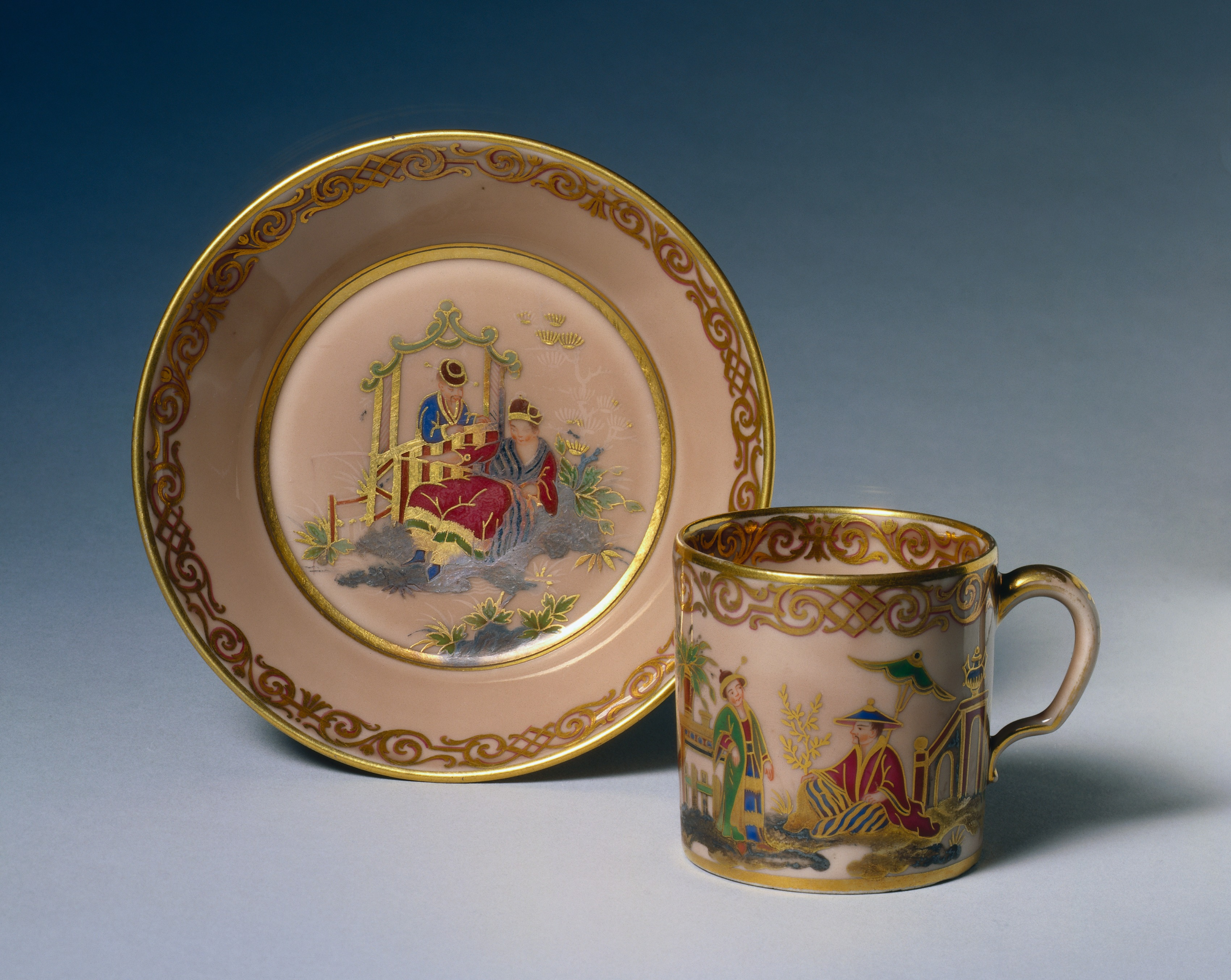
Gobelet litron et soucoupe en porcelaine dure, décor à la japonaise, manufacture de Sèvres, 1778.
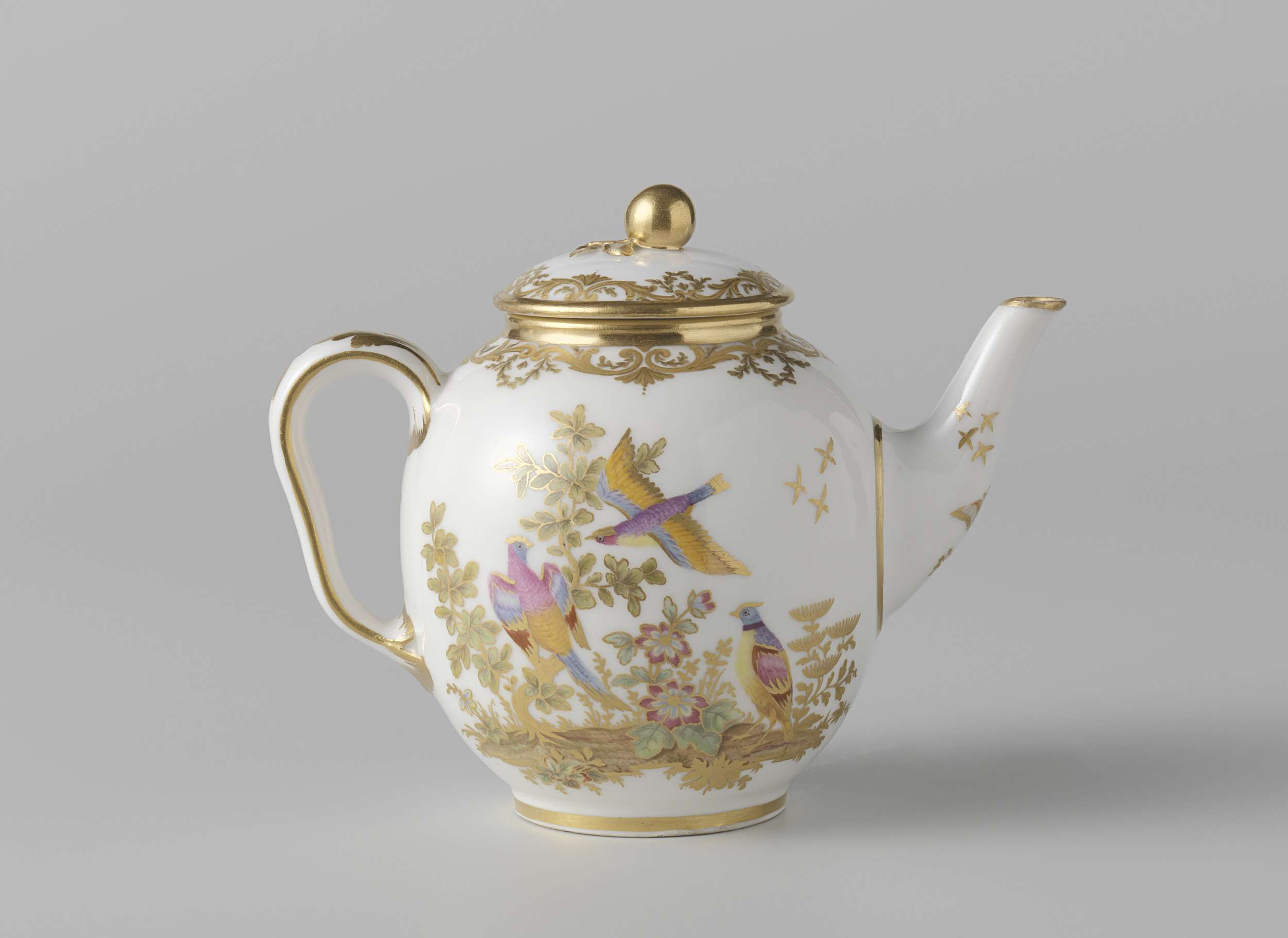
Théière, peinture et dorure de Jean-Armand Fallot et Henri Marin Prévost l’aîné, manufacture de Sèvres, 1779.
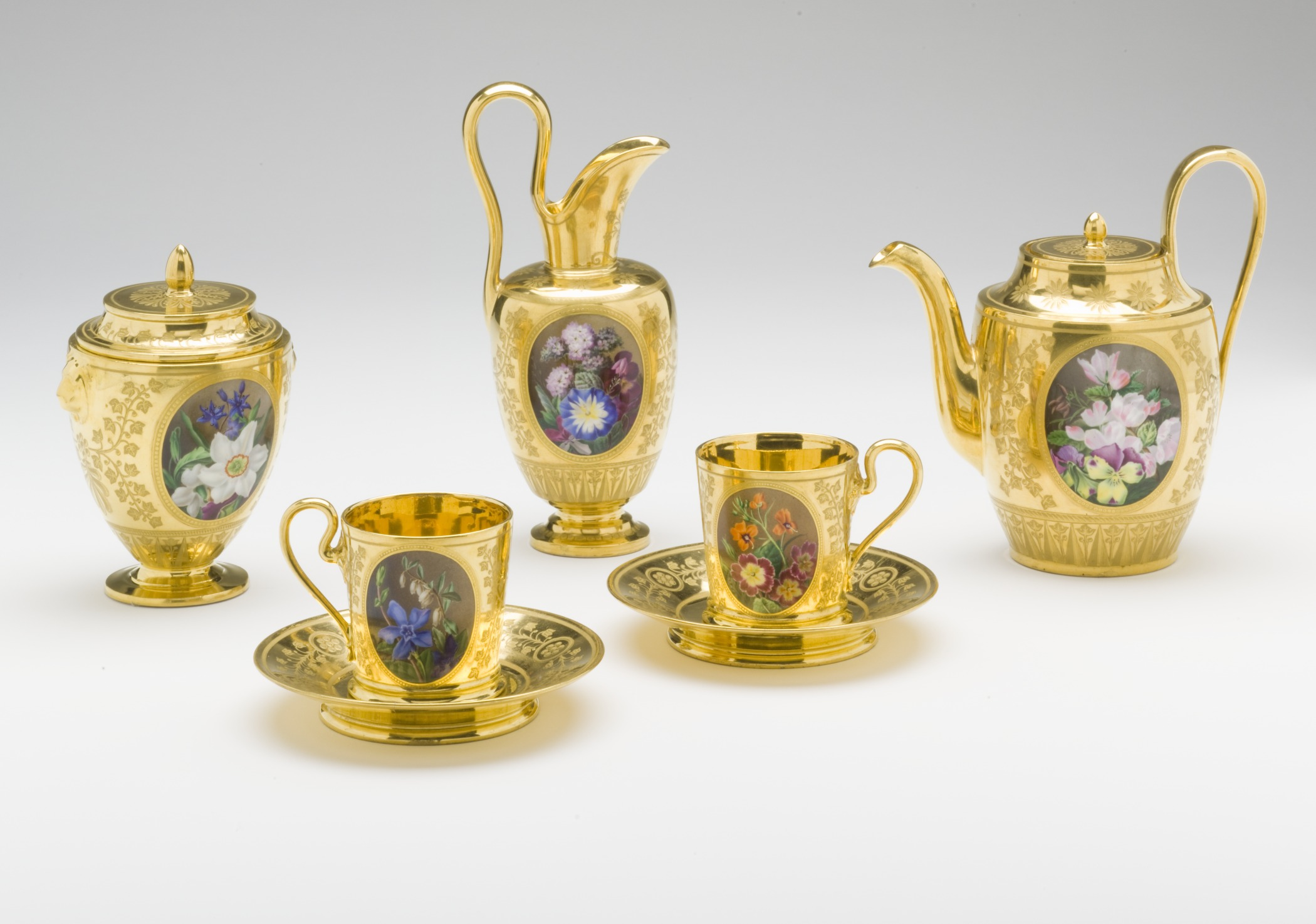
Service à thé, décor de Georgius J. Van Os, Sèvres, 1812.
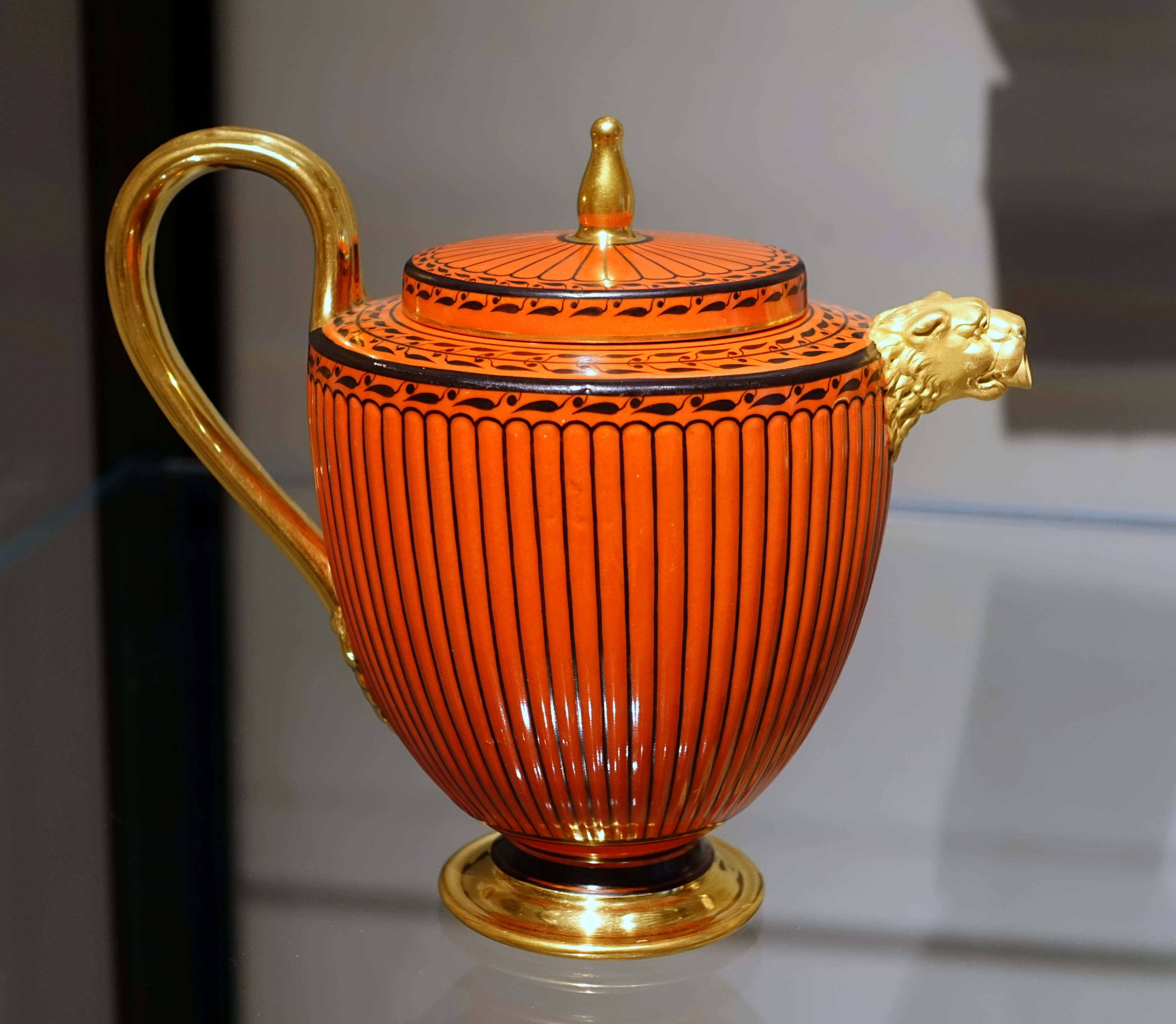
Théière couverte à godrons dite théière étrusque gaudronnée avec déversoir à tête de lion, style Empire, Sèvres, 1817[23].
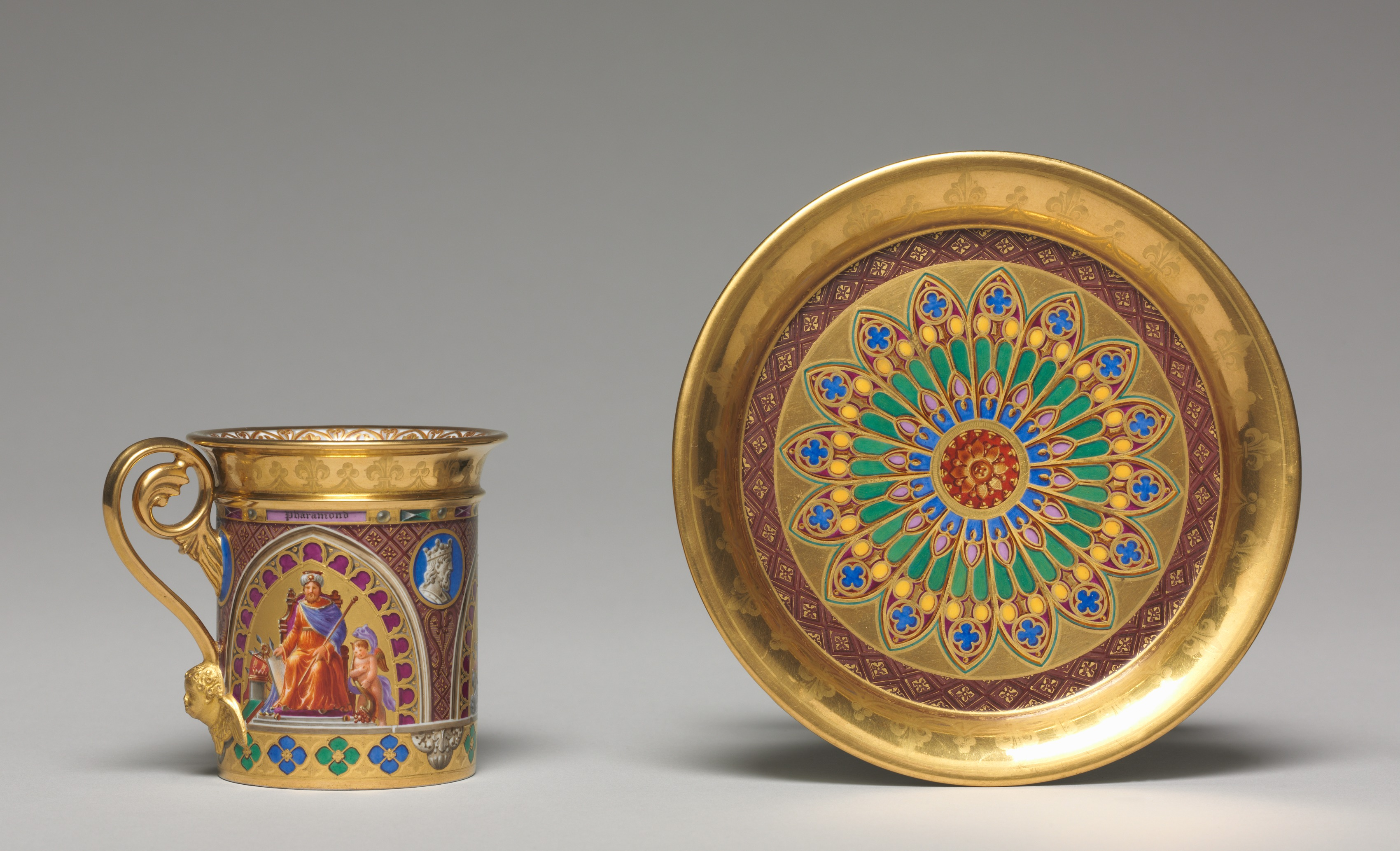
Gobelet litron et soucoupe, décor de rois francs ou français et dorures, Sèvres, 1827.
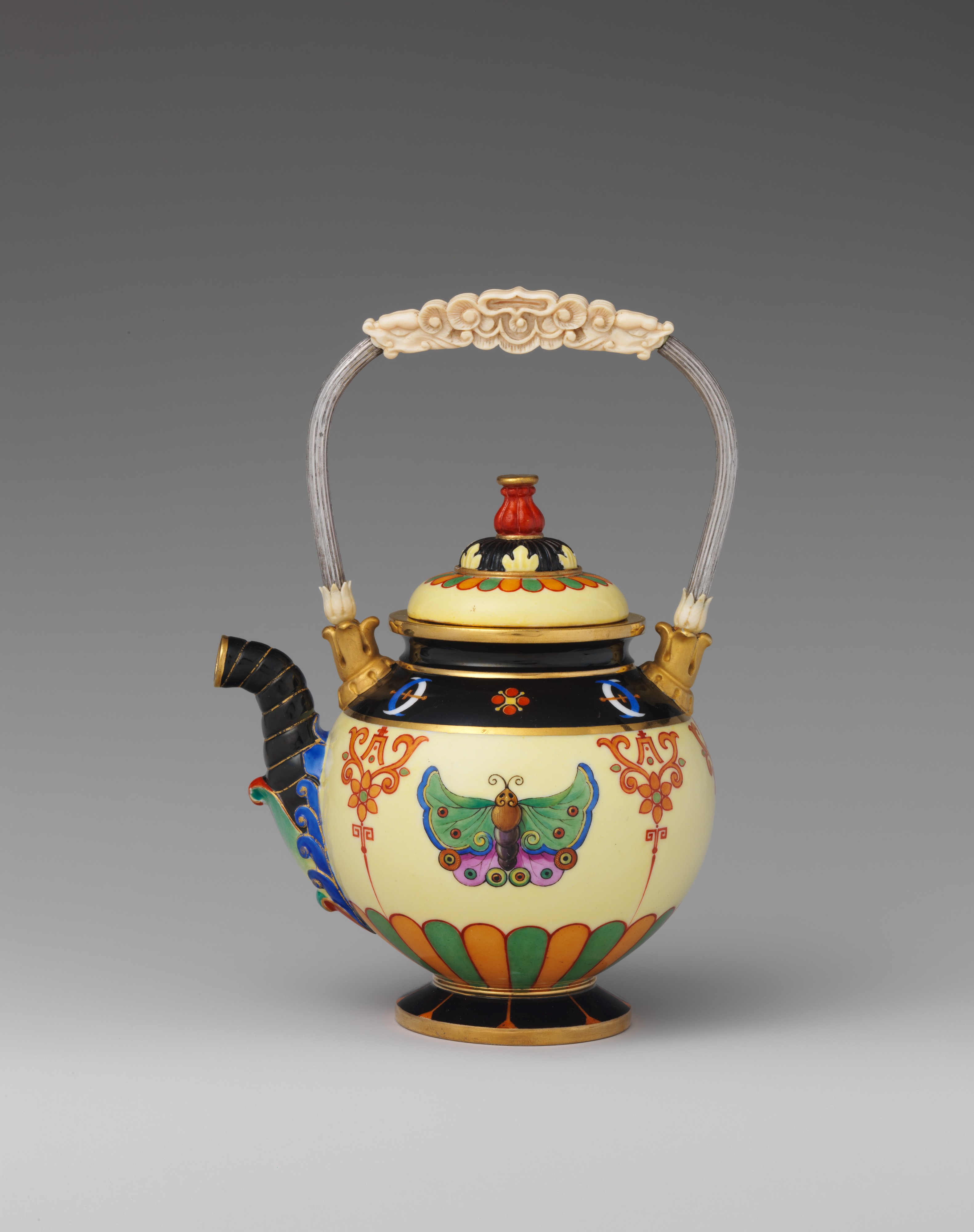
Théière, Sèvres, 1832.
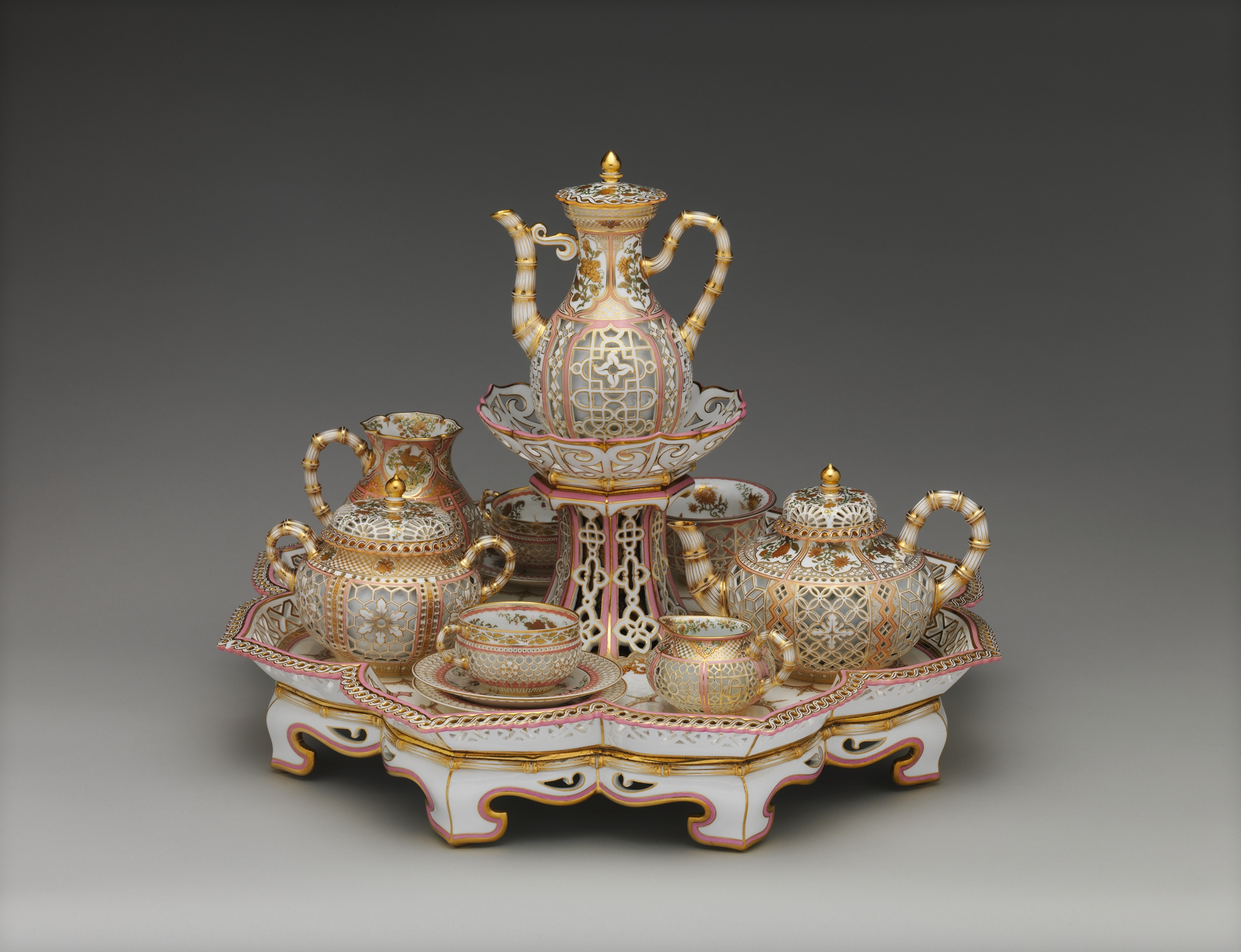
Service à thé et à café dit « Déjeuner chinois réticulé ». Chef d’œuvre de la manufacture de Sèvres, un des dix derniers exemplaires connus, vers 1840[24].

Au XXe siècle est créé le style dit du « métissage anglais », qui reprend les formes de théières en métal argenté anglaises mais produites en biscuit de porcelaine teinté. Toujours au XXe siècle, Mariage Frères collabore avec des artistes en vue : ainsi Wilhelm Wagenfeld réalise un service à thé dans les années 1930, annonçant l'époque du design industriel dans les objets du thé ; plus tard, c'est Le Corbusier qui réalise une théière dans le style fonctionnaliste.

## Représentation

### Représentation du thé dans la culture française

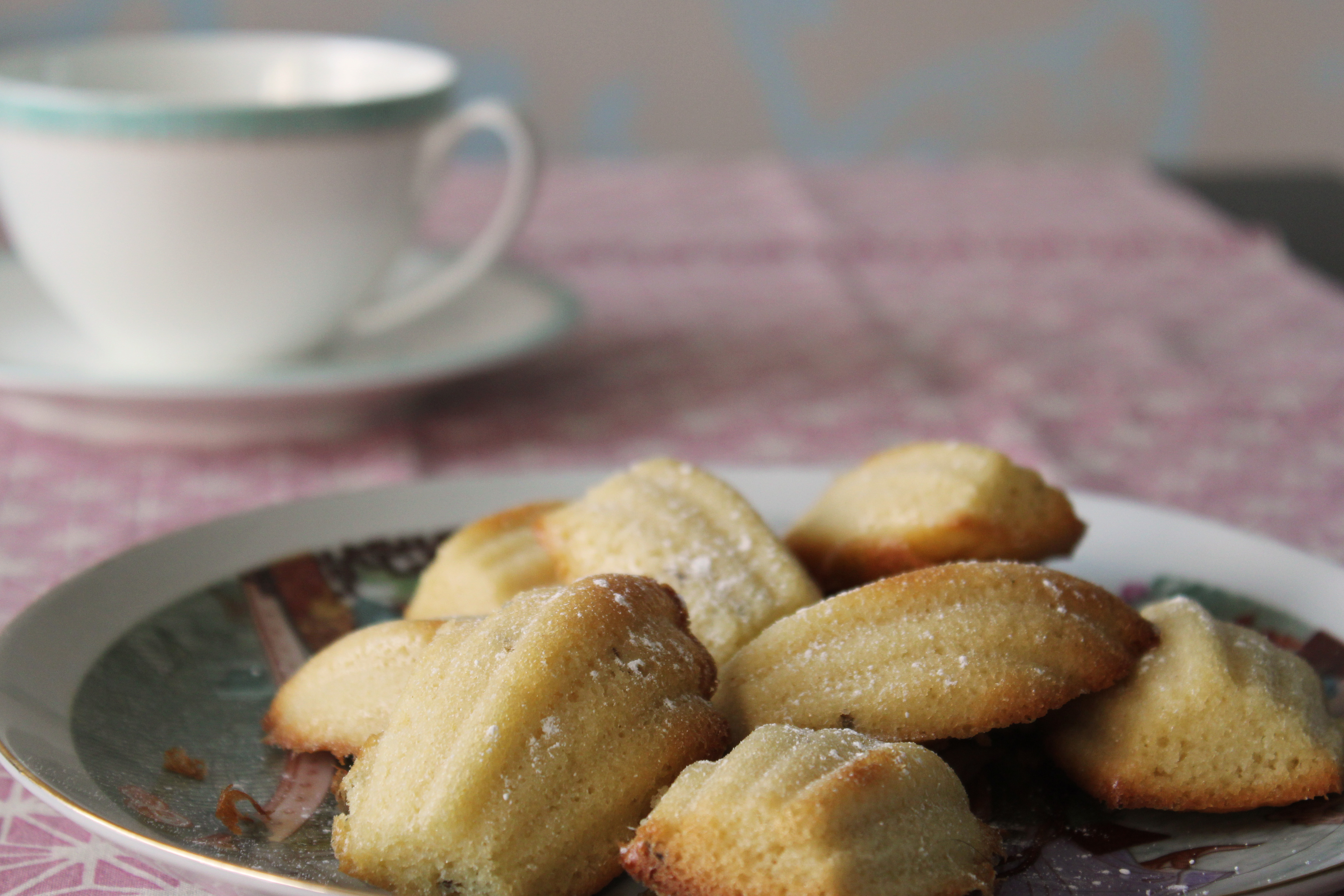
L'épisode de la madeleine de Proust, où le narrateur de Du côté de chez Swann replonge en enfance en dégustant une madeleine trempée dans du thé, est l'un des plus célèbres de la littérature française.

Dans le roman Du côté de chez Swann de Marcel Proust, le narrateur revit son enfance lors de la dégustation d'une madeleine trempée dans du thé :

« ... toutes les fleurs de notre jardin et celles du parc de M. Swann, et les nymphéas de la Vivonne, et les bonnes gens du village et leurs petits logis et l'église et tout Combray et ses environs, tout cela qui prend forme et solidité, est sorti, ville et jardins, de ma tasse de thé. »

Ce passage est si célèbre qu'il a forgé l'expression madeleine de Proust pour parler du phénomène de réminiscence induit par une odeur. Il a aussi contribué à associer durablement dans l'esprit français le thé et les couches bourgeoises et aristocratiques de la société.
Une autre interprétation du thé dans À la recherche du temps perdu est proposée par l'universitaire Jarrod Hayes : en rappelant que le vocabulaire du thé est fortement utilisé à l'époque de Proust comme euphémisme pour les relations homosexuelles entre hommes (« tasse » et « tasse à thé » pouvant désigner des pissotières, « théière » et « tearoom » désignant spécifiquement celles où les homosexuels se rencontrent pour avoir des relations sexuelles, qui sont désignées par « prendre le thé »), il propose une lecture symbolique de nombreux passages du roman comme évocatrices de l'homosexualité du baron de Charlus.
Lors de la Belle Époque, en 1913, le comique Harry Fragson écrit Le Thé tango, une chanson se moquant des thés-tangos, institutions où des femmes riches et un peu âgées venaient rencontrer des jeunes hommes pauvres s'y prostituant : « ... C'est la coutume à la mode, l'hiver comme l'été, pour permettre aux gens de s'ploter, tout en prenant une tasse de thé ». Cette relation entre le thé et l'érotisme hétérosexuel se retrouve aussi chez La Cousine Bette de Balzac. D'autres artistes du XIXe siècle célèbrent le thé, comme Théodore de Banville ou Jacques Offenbach.
Dans la culture picturale française, le thé remplit trois fonctions. Il peut d'abord servir comme accessoire à l'orientalisme, d’abord au XVIIe siècle comme turquerie, puis à partir du XIXe siècle inspiré de l'Afrique du Nord ; sont alors représentés des fantasmes français plutôt qu'une réelle vision de ces régions.

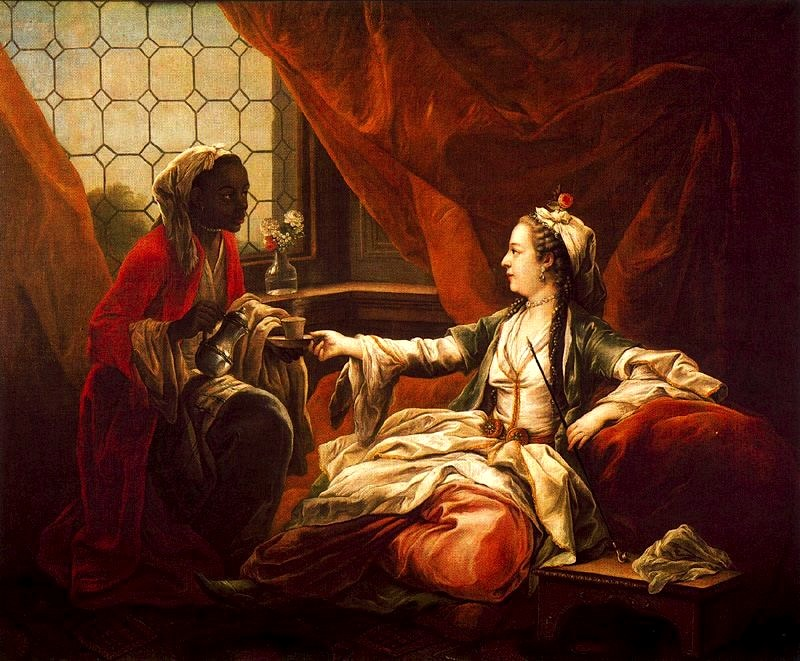
Sultane, représentation de Madame de Pompadour par Charles André van Loo, 1747, Musée des Arts décoratifs.
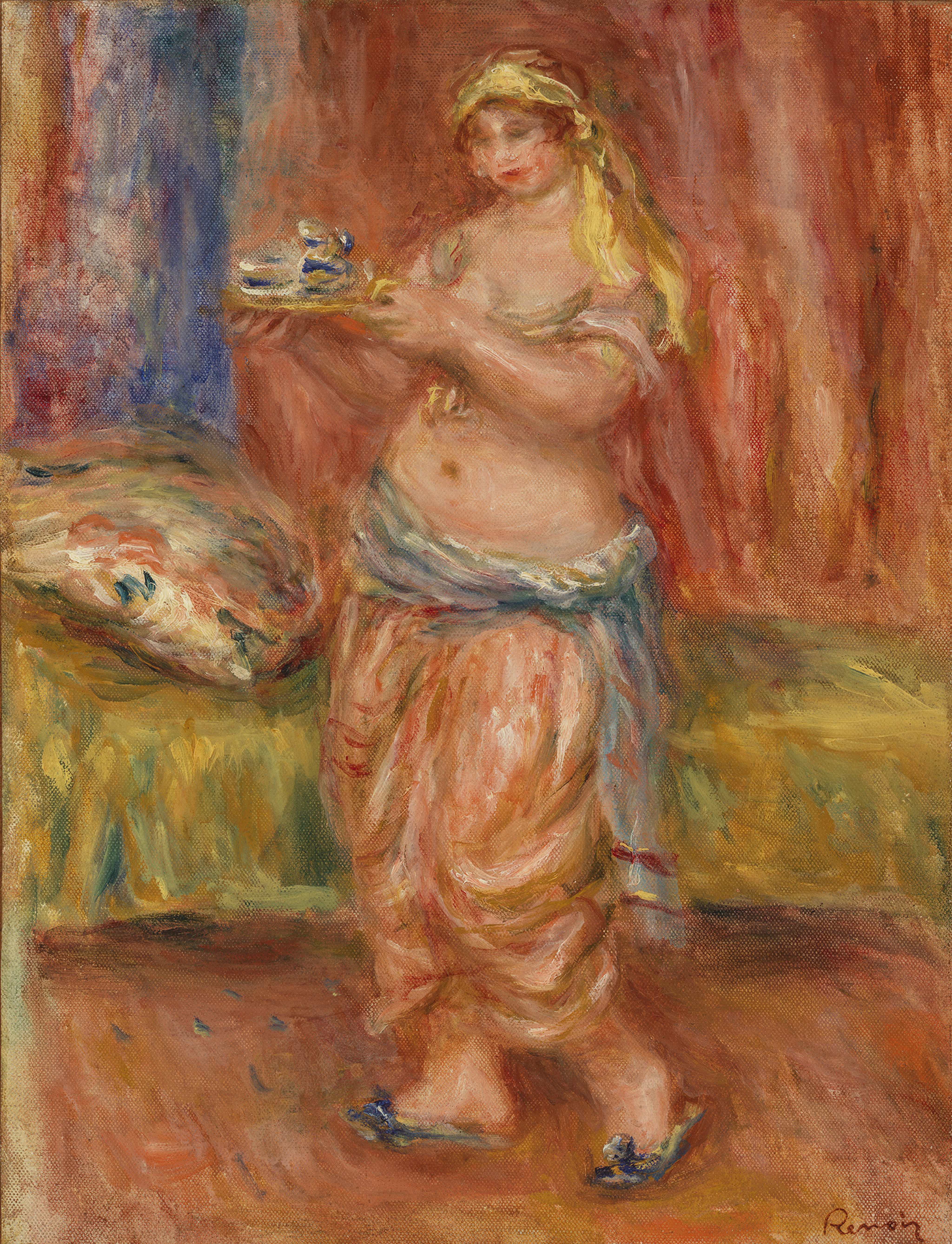
Odalisque à la théière, 1919, Auguste Renoir, Fondation Barnes.
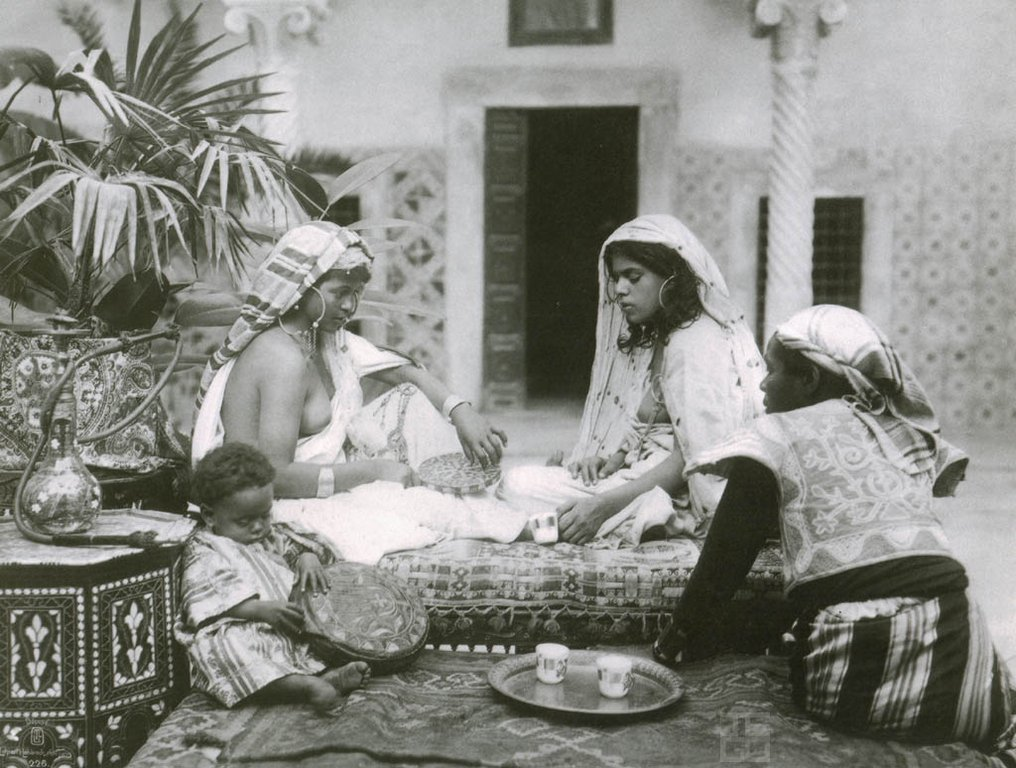
Le thé dans le patio, photographie de Rudolf Lehnert, 1910.

Il permet ensuite de représenter la douceur de vivre, à l'ombre des jardins ou en intérieur. Enfin, le thé et ses accessoires peuvent enrichir et renouveler les sujets représentés dans les natures mortes.

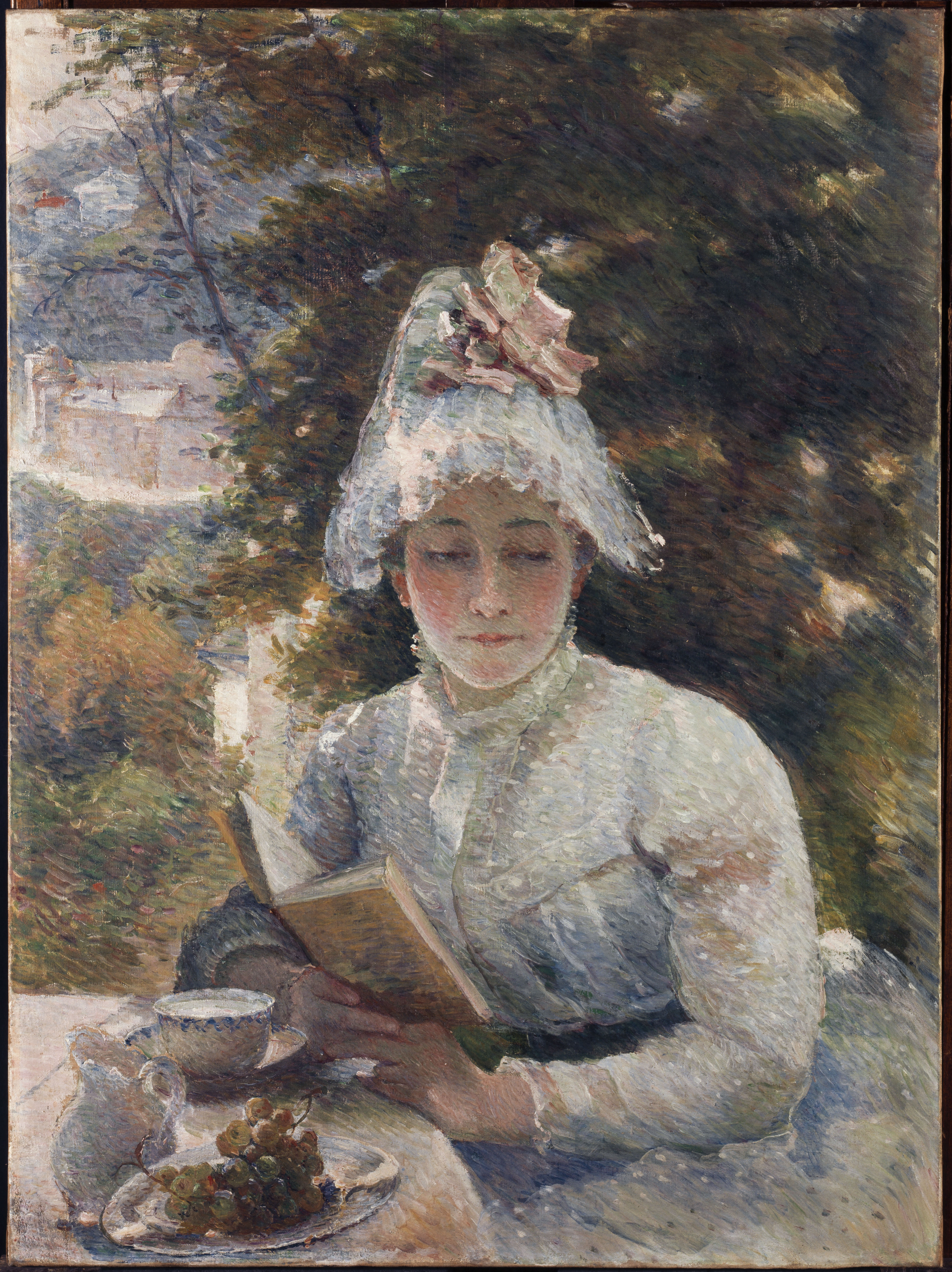
Le goûter, Marie Bracquemond, 1910, musée des Beaux-Arts de la Ville de Paris.
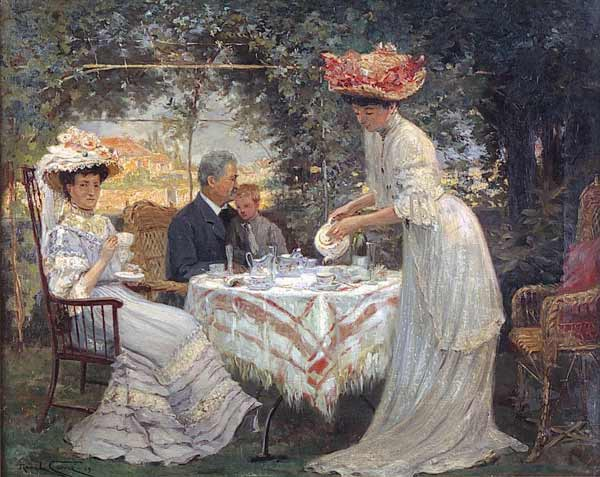
Le thé en famille, 1909, Raoul Carré, musée Sainte-Croix.
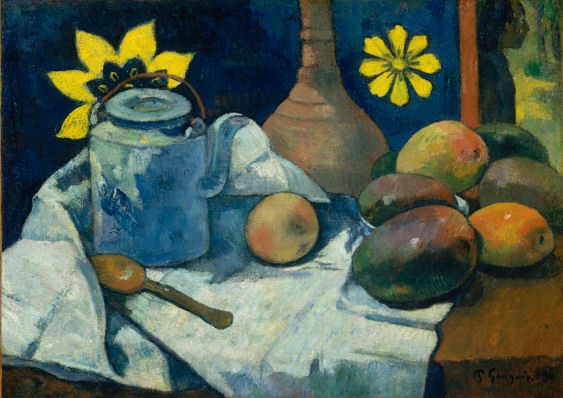
La théière et les fruits, Gauguin, 1896, MET.
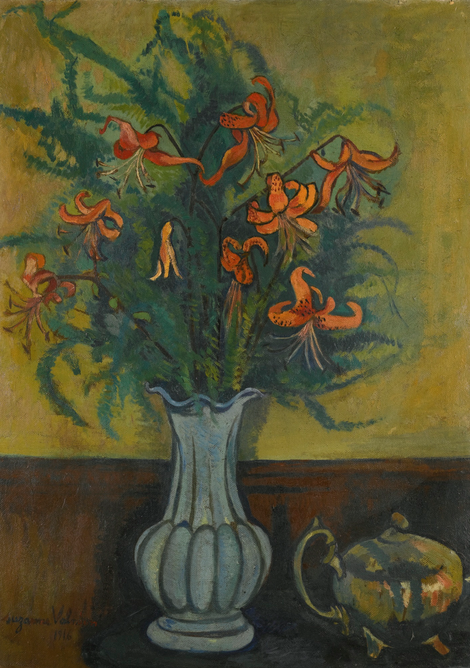
Vase de fleurs et théière, Suzanne Valadon, 1916.
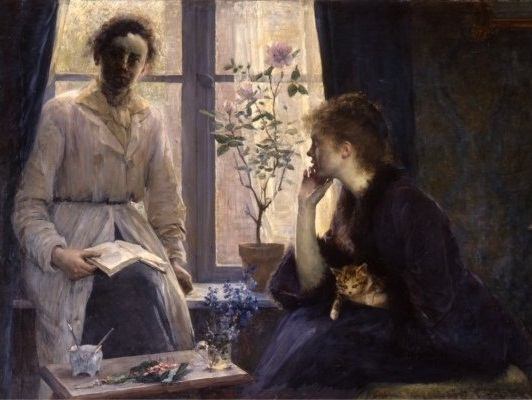
Contre-jour (ou Le Thé de Cinq Heures), Louise Breslau, 1883.  Musée des Beaux-Arts de Berne. Le tableau représente l'artiste à l'heure du thé avec sa compagne Madeleine Zillhardt.

Aux XXe et XXIe siècles, le thé à la menthe est utilisé par les artistes pour parler des descendants d'immigrés en France. C'est le cas par exemple dans le Cinéma français, avec les films Le Thé à la menthe d'Abdelkrim Bahloul (1984) ou Le Thé au harem d'Archimède de Mehdi Charef (1985), qui parlent tous deux de la seconde génération d'immigrés, celle qui veut rester en France. C'est aussi le cas, près de trente ans plus tard, chez les artistes hip-hop, comme dans Un zder un thé de Josman ou Thé à la menthe de La Caution : « Première époque bidonville, ambiance clandestine. Dans un bar à Barbès, thé à la menthe, couscous et tajine à la carte. Avec un sale accent, pas de salamalecs, me dit Hassan l’athlète originaire d'Algérie, d'Hollywood à Tamanrasset. Plus de thé à la menthe, juste des palabres amères ».

### Rapport des Français au thé

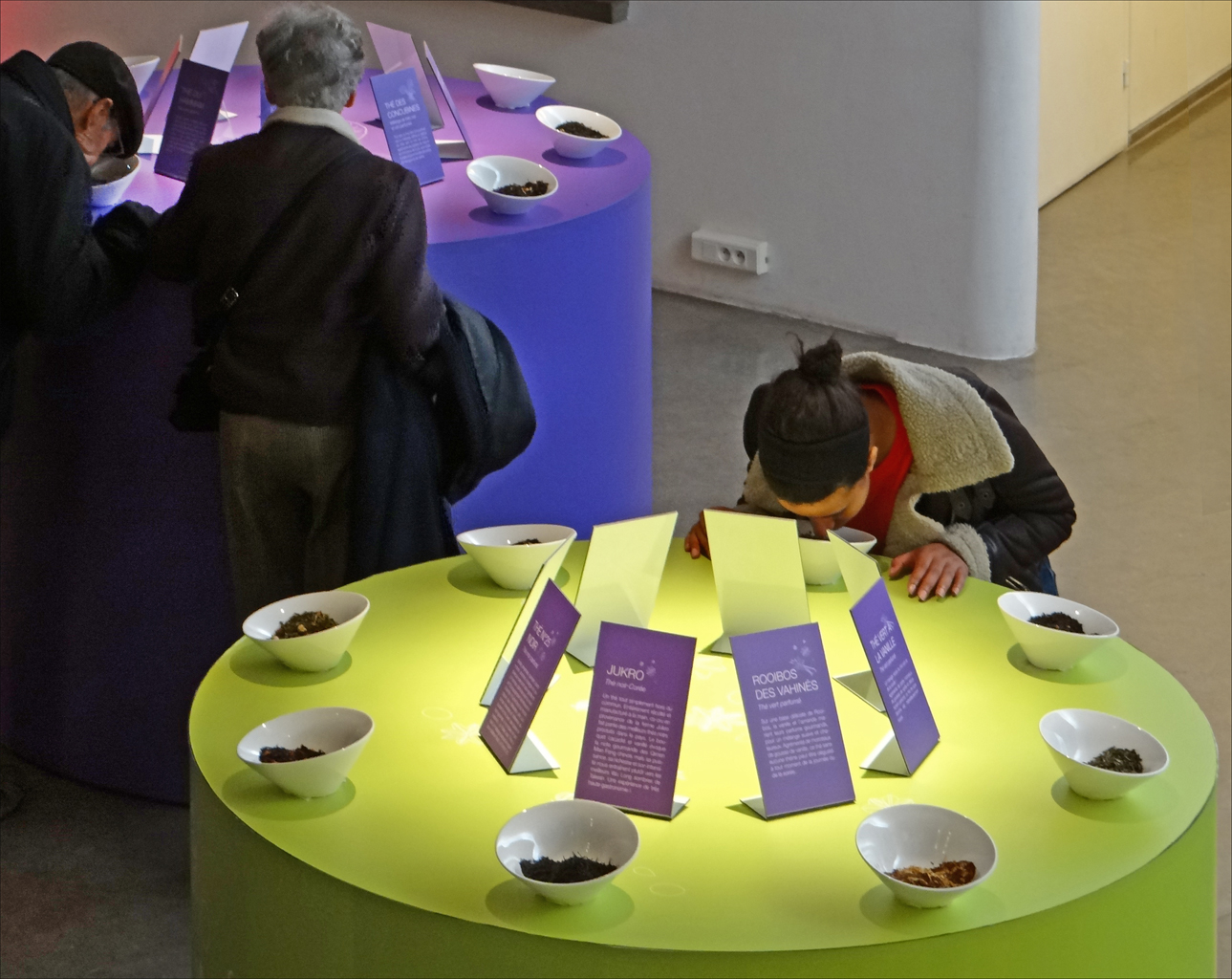
Exposition Le Thé - Histoires d’une boisson millénaire, musée Guimet, 2013.

Face à la faible popularité du thé en France dans les années 1990, une explication avancée est celle d'un problème de représentation : les Français croient à tort que le thé se limite au thé en sachet de faible qualité qui est alors servi dans les cafés et hôtels pour un coût modique et qu'il est forcément corsé, alors qu'il s'agit là uniquement des thés consommés en Angleterre et donc ne correspondant pas au marché français. L'intérêt croissant en France, au tournant du XXIe siècle, pour les civilisations chinoise et japonaise qui accompagne l'augmentation des ventes du thé, lui donne raison. Cet intérêt vient aussi de la baisse du coût des avions long-courriers au début du XXIe siècle, qui permet à plus de Français de voyager et donc à découvrir des cultures où le thé est central. Cet intérêt français se manifeste notamment par les expositions Le Thé – Histoires d’une boisson millénaire au Musée national des Arts asiatiques - Guimet en 2013 et Thé, café ou chocolat ? L’essor des boissons exotiques au XVIIIe siècle en 2015 au musée Cognacq-Jay ou par la fondation d'écoles du thé, l'une orientée vers la vulgarisation et fondée en 1999 par le Palais des thés, l'autre vers la gastronomie et créée 10 ans plus tard par l'institut Paul Bocuse,.
Malgré cet intérêt renouvelé, les Français restent en retrait par rapport à d'autres cultures où le thé est omniprésent quant à leur capacité à distinguer différents thés, une étude de 2013 montrant qu'ils sont en moyenne moins capables que des Coréens de distinguer deux thés verts.
Le vocabulaire français de dégustation du thé emprunte fortement à l’œnologie : terroir, techniques, géographie, chimie, mais aussi subjectivité de la dégustation, description de la liqueur de thé, dont on décrit la couleur comme d'un vin sa robe, ses parfums, son astringence, sa méthode de récolte ; l'impatience autour des premières récoltes de printemps de Darjeeling rappelle la célébration des vendanges et du Beaujolais nouveau. Mais il est aussi un terrain d'évasion et d'évocation poétique, en cohérence avec la culture de table française où l'on mange, parle, et parle de ce que l'on mange.
Pour Kitti Cha Sangmanee de Mariage Frères, ce qui caractérise le thé français, c'est une recherche de la diversité de saveurs, un mélange entre respect de normes gustatives et goût pour la nouveauté. Il rapproche aussi le rapport français au thé à celui de Paris à la cuisine : les produits ne poussent certes pas localement, mais il s'agit d'un centre névralgique vers lequel convergent les denrées pour y être magnifiées et appréciées. Le goût pour les arômes évolue : fruits rouges ou vanille cèdent du terrain aux agrumes, épices, curcuma, alors que rose ou jasmin restent des classiques.

### Image du thé français dans les cultures étrangères

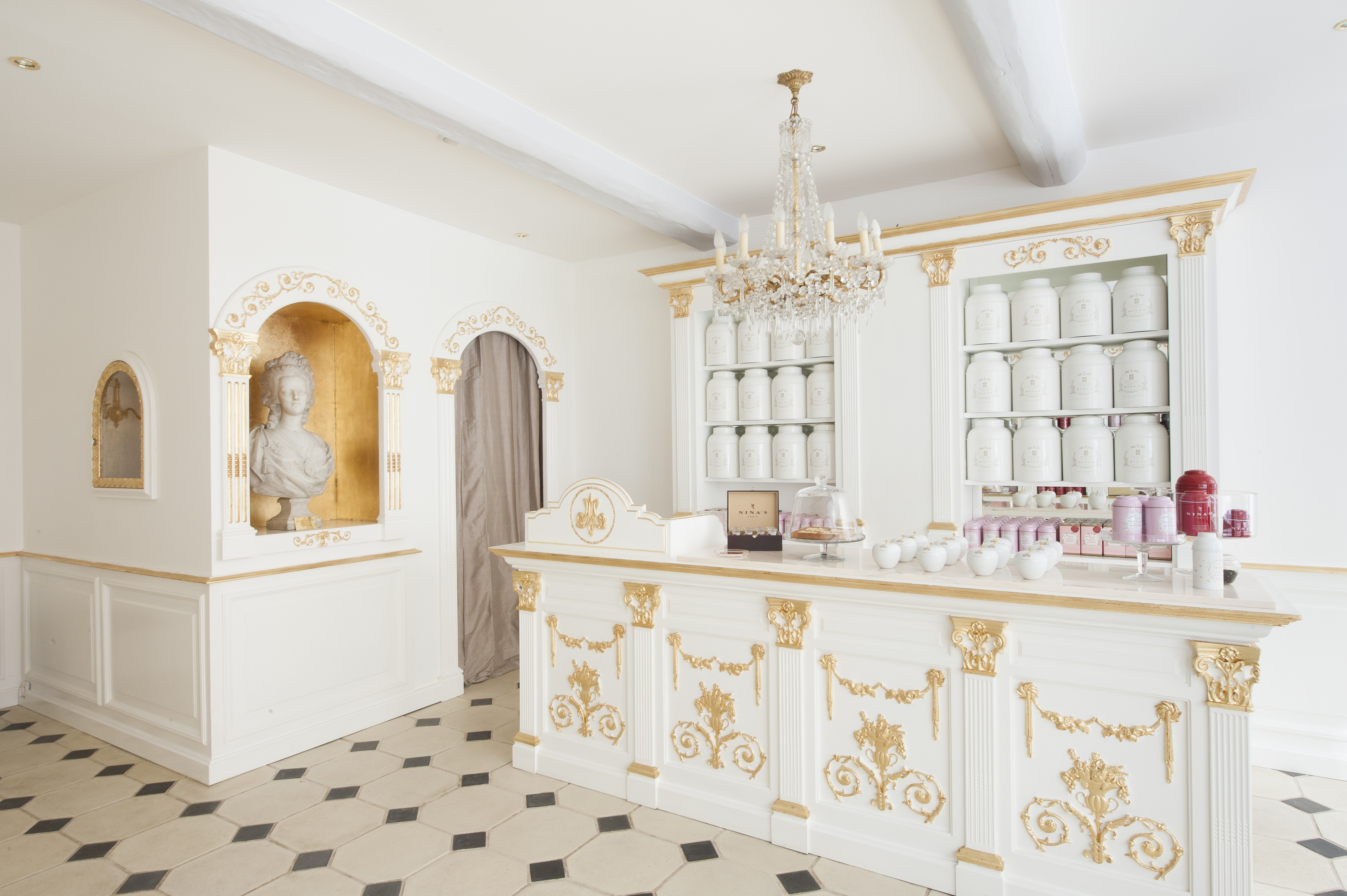
Boutique de thé Nina's, dont l'esthétique est fortement inspirée de Marie-Antoinette.

L'image globale de la France est celle d'un pays de la gastronomie, du café et du vin, mais cette vision évolue rapidement avec l'exportation de thés français et les visites touristiques en France,,.
Les maisons de thé françaises réalisent un fort travail marketing pour créer l'image du « thé à la française », associé au luxe, à la sophistication, à l'image de la parfumerie ou de la haute couture française. Cela leur permet d'exporter leurs produits dans des nations grandes amatrices de thé, telles que l'Angleterre ou le Japon.
Pour les Britanniques, le goût français du thé est plus raffiné, plus délicat que celui des Anglais et par suite proche des attentes des touristes japonais en visite à Paris. Pour eux, les Français ont une approche du thé proche de celle du vin français, où le produit est relié à une histoire, une culture, un terroir ; cette attitude de gourmet connaisseur pouvant virer au snobisme. Il s'agit en revanche d'un modèle à suivre pour les producteurs de thé argentins, qui développent des écoles de thé dans leurs pays afin d'augmenter le marché du thé de haute qualité dans leur pays.

### Ouvrages
- (en) Jane Pettigrew, World of tea, 2018, 434 p. (ISBN 978-1-940772-51-6 et 1-940772-51-6, OCLC 1043926696, lire en ligne).

1. ↑  (en) Jane Pettigrew, « Europe », dans World of tea, 2018 (ISBN 978-1-940772-51-6 et 1-940772-51-6, OCLC 1043926696, lire en ligne), p. 168-173.
2. 1 2  (en) Jane Pettigrew, « Réunion », dans World of tea, 2018 (ISBN 978-1-940772-51-6 et 1-940772-51-6, OCLC 1043926696, lire en ligne), p. 152.
3. 1 2  (en) Jane Pettigrew, « France », dans World of tea, 2018 (ISBN 978-1-940772-51-6 et 1-940772-51-6, OCLC 1043926696, lire en ligne), p. 174-175.

- Pierre Rival, Le thé pour les nuls, Paris, First éditions, 329 p. (ISBN 978-2-7540-8455-0 et 2-7540-8455-X, OCLC 1016908996, lire en ligne).

1. 1 2 3 4 5 6 7 8 9 10 11 12 13 14 15 16 17 18 19  Pierre Rival, « La France est-elle une nation du thé ? », dans Le thé pour les nuls (ISBN 978-2-7540-8455-0 et 2-7540-8455-X, OCLC 1016908996, lire en ligne), p. 275-281.
2. 1 2  Pierre Rival, « Dix chansons qui célèbrent le thé », dans Le thé pour les nuls (ISBN 978-2-7540-8455-0 et 2-7540-8455-X, OCLC 1016908996, lire en ligne), p. 291-294.

- Kitti Cha Sangmanee, L'ABCdaire du thé, Mariage Frères, 1996, 119 p. (ISBN 2-08-012480-3 et 978-2-08-012480-7, OCLC 319936246, lire en ligne).

1. 1 2 3  Kitti Cha Sangmanee, « France », dans L'ABCdaire du thé, Mariage Frères, 1996 (ISBN 2-08-012480-3 et 978-2-08-012480-7, OCLC 319936246, lire en ligne), p. 66-67.
2. ↑  Kitti Cha Sangmanee, « Exposition universelle », dans L'ABCdaire du thé, Mariage Frères, 1996 (ISBN 2-08-012480-3 et 978-2-08-012480-7, OCLC 319936246, lire en ligne), p. 60.
3. ↑  Kitti Cha Sangmanee, « Littérature européenne », dans L'ABCdaire du thé, Mariage Frères, 1996 (ISBN 2-08-012480-3 et 978-2-08-012480-7, OCLC 319936246, lire en ligne), p. 94.

- Sabine Yi et Michel Walsh, Le livre de l'amateur de thé, R. Laffont, 1990 (ISBN 2-221-07925-6 et 978-2-221-07925-6, OCLC 41574958, lire en ligne).

1. 1 2  Sabine Yi et Michel Walsh, « Le thé en Occident - La France », dans Le livre de l'amateur de thé, R. Laffont, 1990 (ISBN 2-221-07925-6 et 978-2-221-07925-6, OCLC 41574958, lire en ligne).
2. 1 2  Sabine Yi et Michel Walsh, « Les français et le thé », dans Le livre de l'amateur de thé, R. Laffont, 1990 (ISBN 2-221-07925-6 et 978-2-221-07925-6, OCLC 41574958, lire en ligne).
3. ↑  Sabine Yi et Michel Walsh, « Amateurs d'hier et d'aujourd'hui », dans Le livre de l'amateur de thé, R. Laffont, 1990 (ISBN 2-221-07925-6 et 978-2-221-07925-6, OCLC 41574958, lire en ligne).

- J.-G. Houssaye, Monographie du thé : description botanique, torréfaction, composition chimique, propriétés hygiéniques de cette feuille, chez L'auteur, 1843.

1. ↑  Houssaye 1843, p. 7.
2. ↑  Houssaye 1843, p. 15.
3. 1 2 3  Houssaye 1843, p. 30-32.
4. 1 2  Houssaye 1843, p. 144-146.
5. ↑  Houssaye 1843, p. 18.
6. ↑  Houssaye 1843, p. 16.

- Autres ouvrages

1. 1 2 3 4 5 6 7 8 9 10 11 12 13 14 15 16 17 18  Kitti Cha Sangmanee, « L'art français du thé », dans Tea for 2 : les rituels du thé dans le monde, Crédit Communal, 1999 (ISBN 2-8046-0325-3 et 978-2-8046-0325-0, OCLC 46641131, lire en ligne).
2. 1 2 3  Christine Dattner, « Le thé en Europe Occidentale », dans Thé, Flammarion, 2006 (ISBN 2-08-201520-3 et 978-2-08-201520-2, OCLC 317656590, lire en ligne), p. 69-82.
3. ↑  Thierry Franz, Château de Lunéville : château des Lumières, Lunéville/Nancy, Site départemental du château de Lunéville, cop. 2010, 55 p. (ISBN 978-2-9524424-6-6 et 2-9524424-6-0, OCLC 758693846, lire en ligne).
4. ↑  Chantal Humbert, Martine Tronquart, Musée du Château (Lunéville, Meurthe-et-Moselle) et Meurthe-et-Moselle. Conseil général, Turqueries et autres chinoiseries : l'exotisme en Lorraine au XVIIIe siècle, Lunéville/Nancy/Ars-sur-Moselle, Serge Domini éditeur, impr. 2009, 71 p. (ISBN 978-2-35475-014-5 et 2-35475-014-5, OCLC 690836841, lire en ligne).
5. ↑  Joseph Gilliers, « Thé », dans Le Cannameliste français, ou Nouvelle instruction pour ceux qui désirent d'apprendre l'office : rédigé en forme de dictionnaire, contenant les noms, les descriptions, les usages, les choix et les principes de tout ce qui se pratique dans l'office ... par le sieur Gilliers ..., J.-B.-H. Leclerc, 1768 (OCLC 457869546, lire en ligne).
6. ↑  Gilles Grandjean, Marie-Amélie Tharaud, Hélène Meyer, Emmanuel Starcky et Marc Desti, Un salon de thé pour l'impératrice Eugénie : [exposition, Compiègne, Musée national du Palais de Compiègne, 19 octobre 2012-28 janvier 2013], Paris, Réunion des Musées Nationaux, 2012, 79 p. (ISBN 978-2-7118-6092-0 et 2-7118-6092-2, OCLC 818727550).
7. 1 2  Michèle Cointet, Secrets et mystères de la France occupée, Fayard, 2015, 336 p. (ISBN 978-2-213-68498-7, lire en ligne).
8. 1 2  Christine Barbaste et Mathias Minet, Le guide de dégustation de l'amateur de thé (ISBN 978-2-8123-1843-6 et 2-8123-1843-0, OCLC 1078146163, lire en ligne).
9. ↑  François-Xavier Delmas, Tea sommelier : le thé en 160 leçons illustrées, Vanves, Chêne, dl 2016, 223 p. (ISBN 978-2-8123-1549-7 et 2-8123-1549-0, OCLC 971570720, lire en ligne).
10. ↑  Pierre Cadars, Cinéma, cinéma, Presses universitaires du Mirail-Toulouse, 2004, 251 p. (ISBN 978-2-85816-916-0 et 2-85816-916-0, OCLC 297203772, lire en ligne).
11. ↑  Jean-Paul Desroches et Musée Guimet, Le thé histoires d'une boisson millénaire : [exposition, musée des arts asiatiques Guimet, Paris, du 3 octobre 2012 au 7 janvier 2013], Musée des arts asiatiques Guimet, dl 2012 (ISBN 978-2-7118-6047-0, 2-7118-6047-7 et 979-10-90262-06-5, OCLC 834931073, lire en ligne).

### Presse généraliste et spécialisée
1. 1 2 3 4 5  (en-GB) Hugh Schofield, « France's silent tea revolution », BBC,‎ 20 avril 2014 (lire en ligne, consulté le 10 décembre 2019).
2. ↑  (en) Jean-Etienne Juthier, « Pourquoi les sociétés de thé font fortune », JDN Economie,‎ mai 2007.
3. ↑  « Les salons de thé, la nouvelle tendance en France », sur ladepeche.fr (consulté le 8 décembre 2019).
4. ↑  « Première exportation du thé péruvien vers le marché français », sur lepetitjournal.com (consulté le 12 novembre 2022)
5. 1 2 3 4 5  Jean-Noël Juthier, « Les bonnes affaires du thé en France », sur www.journaldunet.com, 16 mai 2007 (consulté le 8 décembre 2019).
6. 1 2 3 4  « Le goût du thé, un savoir-faire «Made in France» », sur RFI, 21 mars 2018 (consulté le 8 décembre 2019).
7. 1 2  Elsa Fayner, « J’ai essayé de boycotter le thé Lipton pendant une journée », sur nouvelobs.com, 13 juin 2013.
8. ↑  Laurence Haloche, « Un divin thé de Noël, si gourmand et festif », sur Le Figaro.fr, 21 décembre 2018 (consulté le 21 décembre 2019).
9. ↑  Ouest-France, « Autour de Lamballe. Nos bons plans pour sortir ce week-end », sur Ouest-France.fr, 6 décembre 2019 (consulté le 21 décembre 2019).
10. ↑  « Colomiers. Marché de Noël de la rue du Centre », sur ladepeche.fr (consulté le 21 décembre 2019).
11. ↑  Ouest-France, « Quimper. Que va-t-on trouver sur le marché de Noël ? », sur Ouest-France.fr, 4 décembre 2019 (consulté le 21 décembre 2019).
12. ↑  « Consommation. Thé glacé, eau pétillante : la nouvelle bataille des marques de sodas », sur www.leprogres.fr (consulté le 9 décembre 2019).
13. ↑  « Thé glacé : boisson tendance de cet été et véritable atout santé ! », sur LCI (consulté le 9 décembre 2019).
14. ↑  « Bubble Tea : la boisson made in Taïwan qui fait de plus en plus d’émules en France », sur Atlantico.fr (consulté le 8 décembre 2019).
15. ↑  Gilles Brochard, « Paris à l'heure des thés », sur Le Figaro.fr, 1er février 2011 (consulté le 8 décembre 2019).
16. ↑  « Soir - Insolite. Bientôt un thé made in Bretagne ? », sur Le Telegramme, 11 juin 2018 (consulté le 8 décembre 2019).
17. 1 2  Nora Moreau, « Du thé breton bientôt dans nos tasses », sur leparisien.fr, 27 mars 2019 (consulté le 8 décembre 2019).
18. ↑  « Les anciens salariés de Fralib créent "1336" : leur propre marque de thé », sur La Tribune, 26 mai 2015 (consulté le 27 décembre 2019).
19. 1 2  Cyril Peter, « Kusmi Tea du thé ? Oui, mais français ! », sur leparisien.fr, 21 mars 2017 (consulté le 27 décembre 2019).
20. 1 2  « Kitti Cha Sangmanee – Mariage Frères : "Vendre dans le monde le savoir-vivre à la française autour du thé" », sur Atlantico.fr (consulté le 26 décembre 2019).
21. ↑  « Le thé sort de l'ombre », sur Le Huffington Post, 12 août 2015 (consulté le 8 décembre 2019).
22. ↑  Ouest-France, « Une école pour apprendre à goûter le thé », sur Ouest-France.fr, 27 octobre 2014 (consulté le 8 décembre 2019).

### Autres références
1. ↑  Henry-Nicolas Cousinet, Nécessaire à thé, chocolat et café offert par Louis XV à la reine Marie Leczinska à l'occasion de la naissance du Dauphin en 1729, 1729 - 1730 (lire en ligne).
2. 1 2  Tessier Olivier, « Les faux-semblants de la « révolution du thé » (1920-1945) dans la province de Phú Thọ (Tonkin) », Annales. Histoire, Sciences Sociales, vol. 2013/1 (68e année),‎ 2013, p. 169-205 (DOI 10.3917/anna.681.0169, lire en ligne).
3. ↑  Denis Lamaison, « Libres mais « réduits presque à l’esclavage » : histoire des premiers engagés chinois de Guyane française (1819-1835) », Mémoire(s), identité(s), marginalité(s) dans le monde occidental contemporain – Cahiers du MIMMOC, vol. 19 « Servitudes et libertés dans les Amériques avant l’abolition de l’esclavage »,‎ 2018 (lire en ligne, consulté le 30 décembre 2019).
4. 1 2 3  J. J. B. Deuss, « La culture et la fabrication du Thé », Journal d'agriculture tropicale et de botanique appliquée, vol. 5, nos 4-5,‎ avril-mai 1958, p. 238-273 (DOI https://doi.org/10.3406/jatba.1958.2464).
5. 1 2 3 4  « Le thé », sur Île de La Réunion Tourisme, 18 septembre 2014 (consulté le 8 décembre 2019).
6. ↑  Laurence Zombek, « Thés et infusions : le bio et la santé en maîtres atouts », sur lsa-conso.fr, 26 octobre 2017 (consulté le 5 janvier 2020).
7. ↑  (en) Rebecca M. Henderson et Frederik Nellemann., « Sustainable Tea at Unilever », Harvard Business School Case 9-712-438,‎ 2011.
8. ↑  Magali Monnier, « May Tea se relooke pour plus de naturalité », sur rayon-boissons.com, 1er août 2019 (consulté le 5 janvier 2020).
9. 1 2  (en) Léo Claretie, « Anglomania », The Lotus Magazine, vol. 10, no 5,‎ 1919, p. 240–243 (JSTOR 20544132).
10. ↑  Louis Asana, « Apprenez à préparer le thé ! », sur Doctissimo, 2004 (sources citées : Tea Expo 2004, Lipton).
11. 1 2  (en) Organisation des Nations unies pour l'alimentation et l'agriculture, « Current situation and medium term outlook on tea » [PDF], sur FAO.org, 1er février 2012 (consulté le 15 novembre 2019).
12. ↑  « Le rafraîchissement sans culpabilité », sur da-mag.com, mai 2017 (consulté le 5 janvier 2020).
13. ↑  Olivia Détroyat, « Avec Fuze Tea, Coca-Cola lance son thé glacé à l'assaut de Lipton », sur lefigaro.fr, 17 janvier 2018 (consulté le 5 janvier 2020).
14. ↑  « Le classement des marques de thés glacés », sur www.rayon-boissons.com (consulté le 9 décembre 2019).
15. ↑  « Le rafraîchissement sans culpabilité », sur DA Mag, toute la Distribution Automatique et l'Univers du Café (consulté le 14 décembre 2019).
16. ↑  « Le marché du thé en France | RationalFX FR », sur www.rationalfx.fr (consulté le 8 décembre 2019).
17. ↑  « FAOSTAT / Cultures », sur FAO (consulté le 21 septembre 2019).
18. ↑  « Parc aux camélias »
19. ↑  « Les thés des Pyrénées | Un thé, un voyage », 11 septembre 2023 (consulté le 5 octobre 2023)
20. ↑  « Pagès veut pousser dans le thé et les infusions », sur lsa-conso.fr (consulté le 27 décembre 2019).
21. ↑  Guillaume Séret, « Des porcelaines pour sublimer le goût », dans Thé, café ou chocolat ? Les boissons exotiques à Paris au XVIIIe siècle, Paris, Paris musées, 2015 (ISBN 978-2-7596-0283-4), p. 85-94.
22. ↑  Jacques Bontillot, « Petite histoire de la faïence fine à Montereau », Les Dossiers de la Faïence fine, no 4,‎ juin 1997 (lire en ligne [PDF]).
23. ↑  « Sèvres », sur Pescheteau-Badin commissaires priseurs (consulté le 12 janvier 2020).
24. ↑  « Le déjeuner chinois réticulé de la reine Marie Amélie », sur Orion en aéroplane (consulté le 12 janvier 2020).
25. ↑  (en) Jarrod Hayes, « Proust in the Tearoom », PMLA, vol. 110, no 5,‎ 1995, p. 992–1005 (ISSN 0030-8129, DOI 10.2307/463025, lire en ligne, consulté le 20 décembre 2019).
26. ↑  « Thé, café ou chocolat ? L’essor des boissons exotiques au XVIIIe siècle » (consulté le 30 décembre 2019). Collectif, Thé, café ou chocolat ? Les boissons exotiques à Paris au XVIIIe siècle, Paris, Paris musées, 2015, 135 p. (ISBN 978-2-7596-0283-4).
27. ↑  (en) Young-Kyung Kim, Laureen Jombart, Dominique Valentin et Kwang-Ok Kim, « A cross-cultural study using Napping®: Do Korean and French consumers perceive various green tea products differently? », Food Research International, vol. 53, no 1,‎ 2013, p. 534-542.
28. ↑  « Nouvelle tendance consommation : « le thé bio a toutes les vertus » (La Route des Comptoirs) », sur lemondedutabac.com, 7 septembre 2018 (consulté le 5 janvier 2020).
29. ↑  Barbara Dufrêne, « Argentina: The Quiet Giant in Tea », Tea & Coffee Trade Journal,‎ juin/juillet 2017 (lire en ligne)